# Liste der Brunnen in Wuppertal
In der Liste der Brunnen in Wuppertal sind vorhandene sowie ehemalige Brunnenanlagen und Wasserspiele in Wuppertal aufgeführt.
Gelistet sind, bis auf Ausnahmen, die Brunnen, die öffentlich zugänglich sind oder zu städtischen Einrichtungen gehören. Anders als bei Treppen, die reichlich in der Stadt vorhanden sind, ist das Stadtbild Wuppertals nicht reich an Brunnen. Dies zeigt sich unter anderem an der geringen Anzahl der unter Baudenkmal-Schutz gestellten Brunnen. Dies sind der Märchenbrunnen, der Gerechtigkeitsbrunnen, der Jubiläumsbrunnen, der Brunnen mit Putten in der Adolf-Vorwerk-Straße am Toelleturm, der Brunnen auf dem Schulgelände Eichenstraße am Rott, der Jahn-Denkmal-Brunnen in Ronsdorf, der Wandzierbrunnen an der Kölner Straße sowie seit April 2016 auch der Bleicherbrunnen auf dem Wupperfelder Markt.
Zu den bekanntesten und größten gehört der 1901 eingeweihte Jubiläumsbrunnen auf dem Elberfelder Neumarkt. Dieser löste mit seinen freizügigen Darstellungen seinerzeit heftige Kontroversen aus, die die Bevölkerung der Stadt Elberfeld in zwei Lager spaltete.
Die Liste ist chronologisch nach der Erbauung geordnet und erhebt keinen Anspruch auf Vollständigkeit.

## Liste

### Vor dem 19. Jahrhundert (–1869)

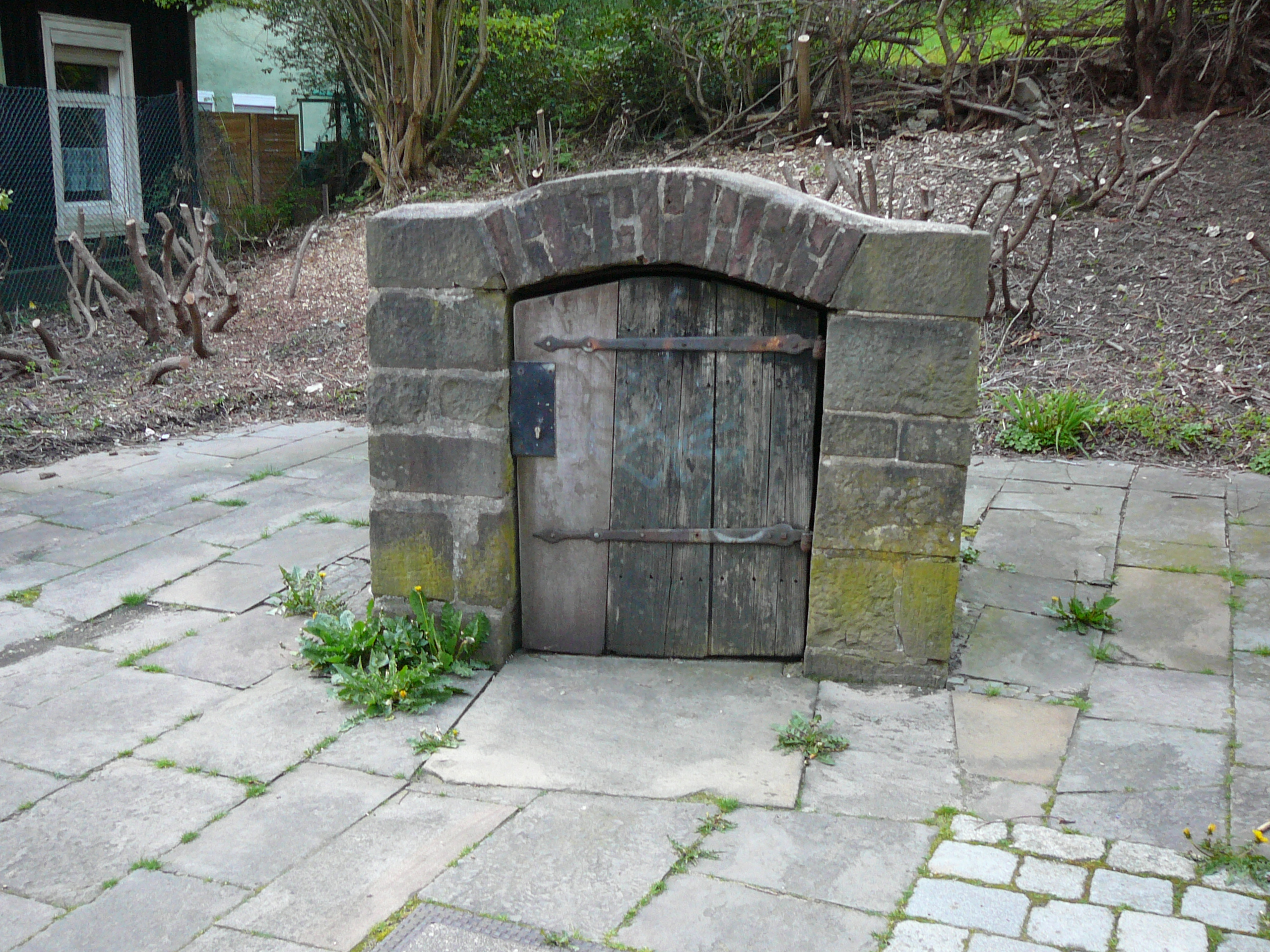
Das Brunnenhäuschen

Brunnenhäuschen
… in der kleinen Parkanlage „Am Born“ an der Borner Straße in Cronenberg
- Geographische Lage: 51° 12′ 25″ N, 7° 7′ 46″ O
- Errichtet: unbekannter Zeit vor oder im 18. Jahrhundert – mit einem neuen Brunnen von 1980
- Status: erhalten
- Beschreibung: Das genaue Alter des ehemaligen Ziehbrunnens ist nicht überliefert. Er befindet sich vor dem 1750 erbauten Pastorat und versorgte die Cronenberger Bevölkerung bis 1888 mit Trinkwasser. Dann wurde der Drei-Kaiser-Wasserturm in Betrieb genommen. Nach dem Zweiten Weltkrieg konnte man übergangsweise den Brunnen als Trinkwasserlieferant nutzen. Das Brunnenhäuschen wurde 1971/72 restauriert und im Jahr 1980 die Grünanlage um den Brunnen ausgebaut. Gleichzeitig wurde ein alter Schleifstein, aus dem nun in der Mitte Wasser emporsprudelt, neben dem Brunnenhäuschen errichtet und am 15. August 1980 eingeweiht.

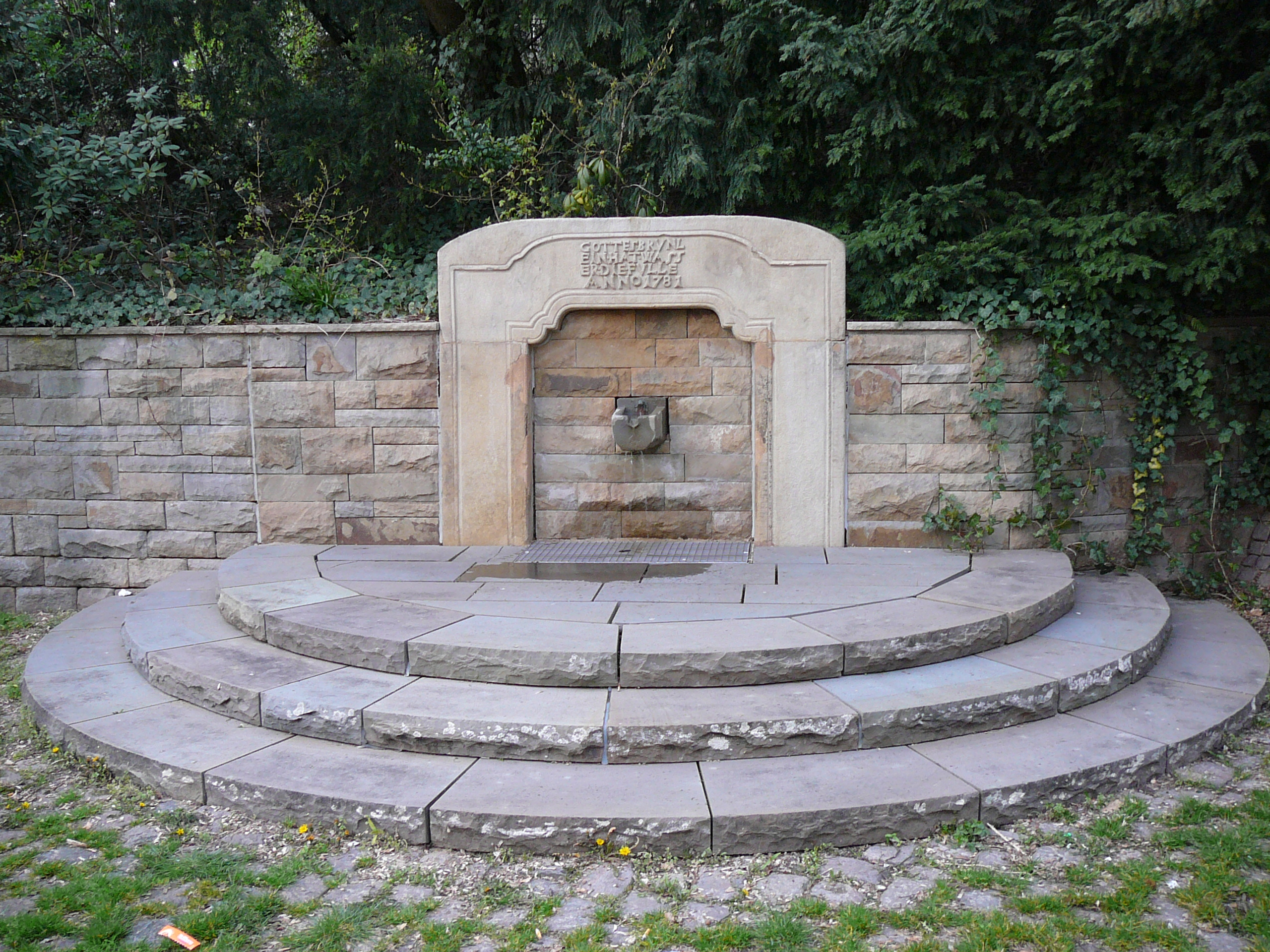
Gottesbrünnlein an der Tütersburg in Wichlinghausen

Gottesbrünnlein
… an der Tütersburg in Barmen, Nähe Wichlinghauser Markt
- Geographische Lage: 51° 17′ 3″ N, 7° 12′ 55″ O
- Errichtet: in den 1780er Jahren
- Status: erhalten
- Beschreibung: Der Brunnen entstand um 1780 bis 1785 in der Nähe des Wichlinghauser Markts und war einer von vier ehemaligen Brunnen im Oberbarmer Ortsteil Wichlinghausen. Er war ursprünglich eine in Stein gefasste Quelle, die zunächst mit einem Eisengitter und später durch eine zweiflügelige Holztür verschlossen werden konnte. Nach dem Zweiten Weltkrieg war der Brunnen stark verfallen und man plante ihn ganz zuzumauern. 1975 wurde im Rahmen eines NRW-Programms der Brunnen restauriert, wobei auch die Inschrift erneuert wurde. Die letzte Ziffer der Inschrift war Jahrzehnte nicht mehr lesbar gewesen, so dass man bei der Datierung 1781 wählte. Die Restauration wurde mit der Einweihung am 9. Mai 1981 abgeschlossen. Nun erhält der Gottesbrünnlein sein Wasser nicht mehr aus einer Quelle, sondern ist an das Trinkwassernetz der Stadt angeschlossen. Die Brunnenanlage wurde mit 24 Sitzplätzen und Sträuchern ergänzt.

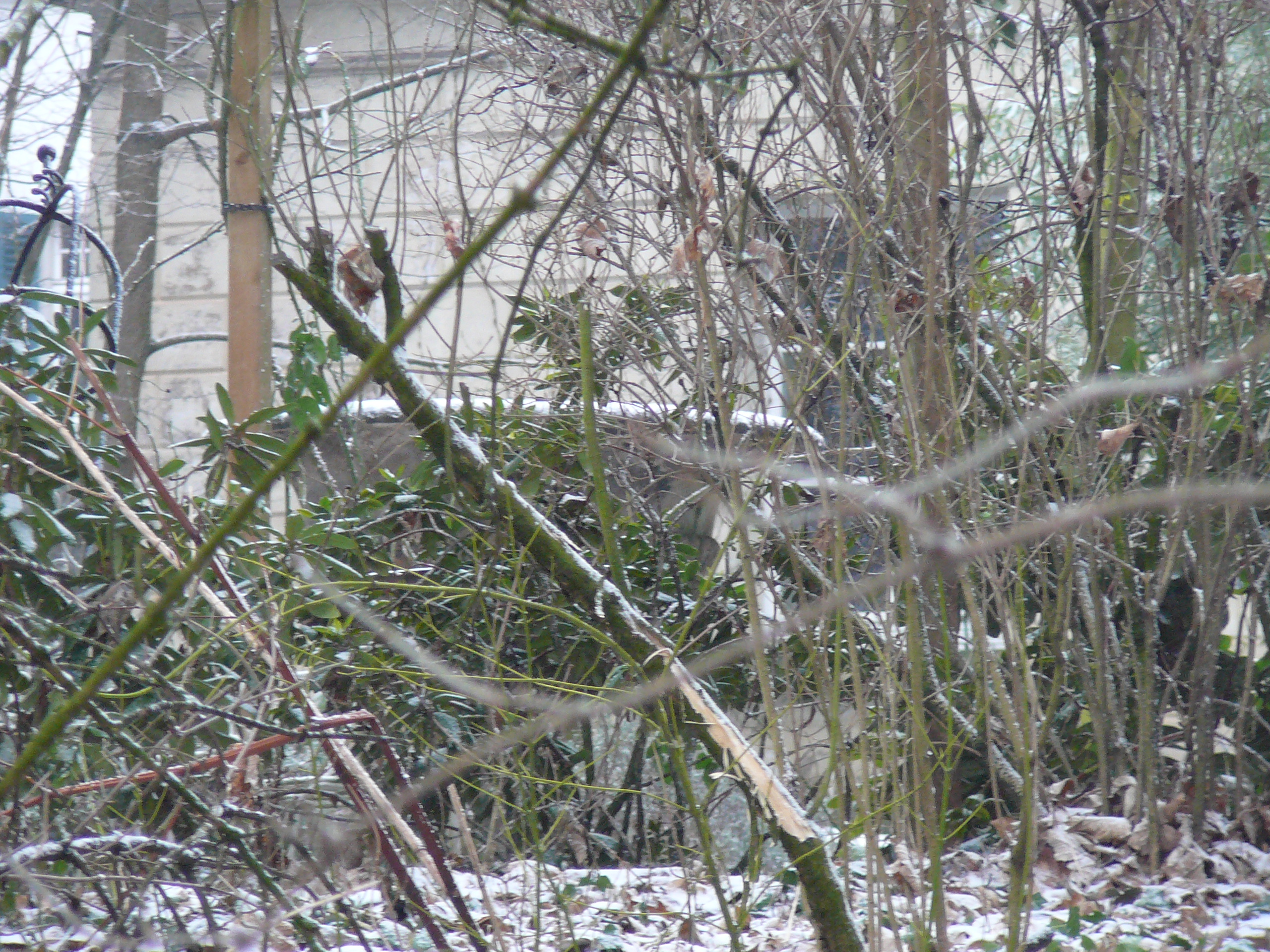
Springbrunnen im Gelände der Villa Dahl

Springbrunnen
… an der ehemaligen Vorderseite der Villa Dahl in Unterbarmen
- Geographische Lage: 51° 15′ 37″ N, 7° 10′ 37″ O
- Errichtet: um 1834
- Status: nicht mehr im Betrieb
- Beschreibung: Um 1834 baute der Architekt Johann Peter Cremer für den Elberfelder Kaufmann Carl Feldhoff einen Sommersitz in Unterbarmen. Das Gebäude im südländischen Stil war mit einem großen Garten versehen, in dem ein Brunnen vor dessen ehemaliger Hauptfront liegt. Der Hauptzugang erfolgt nun nach einem Umbau von der anderen Seite, von der Schlossstraße, die nach diesem schlossähnlichen Haus, das unter dem Namen Dahls Schloss bekannt ist, benannt wurde. Der Brunnen mit der von einer Säule getragenen Brunnenschale ist noch beschädigt erhalten und nicht mehr im Betrieb. Der Zugang zum Garten ist nur mit Erlaubnis gestattet.

### Kaiserzeit (1871–1918)
Bleicherbrunnen
… auf dem Wupperfelder Markt
- Geographische Lage: 51° 16′ 29″ N, 7° 12′ 51″ O
- Errichtet: 1884
- Status: erhalten

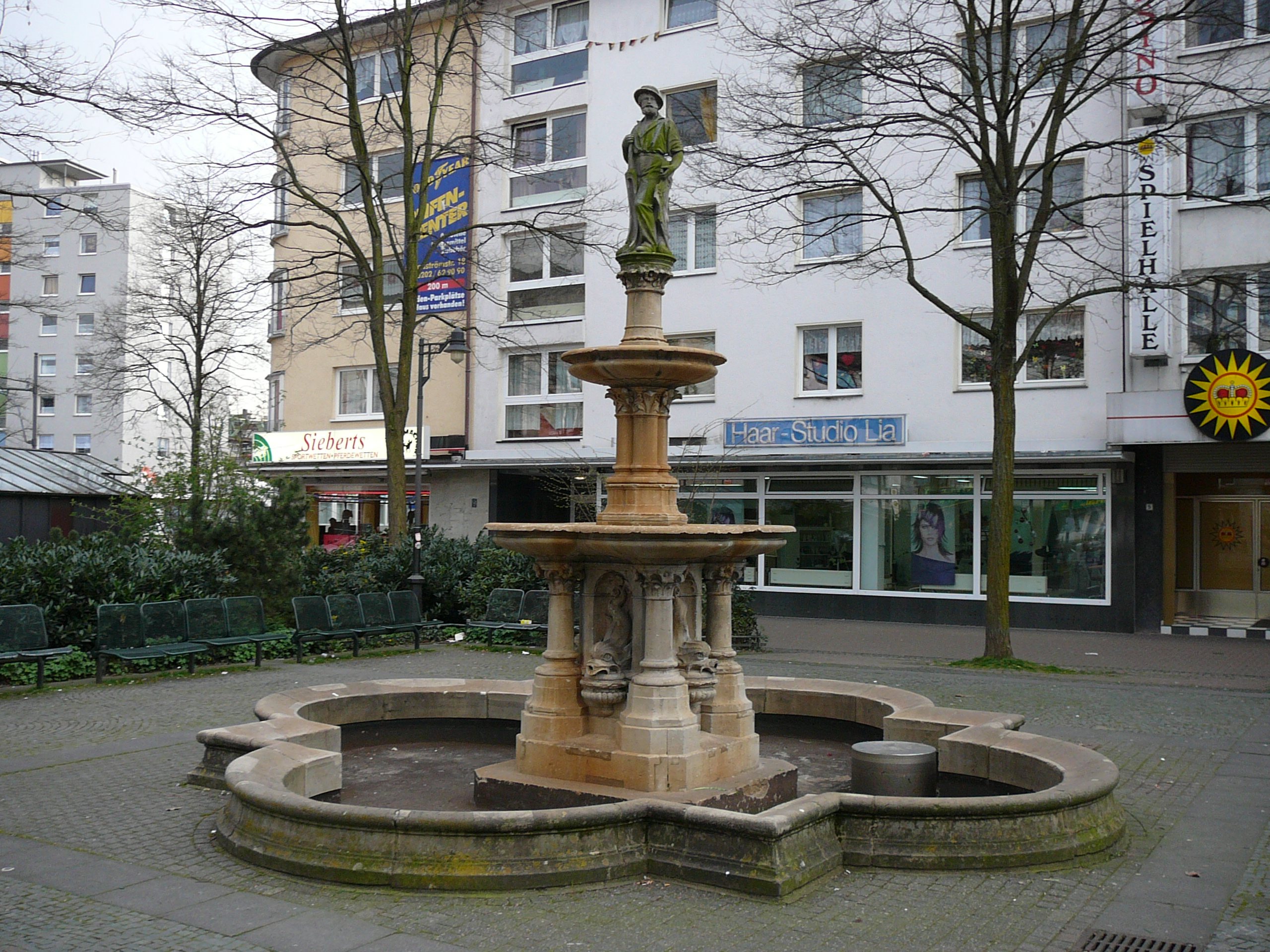
Bleicherbrunnen auf dem Wupperfelder Markt

- Beschreibung: Der Bleicherbrunnen aus Sandstein nach einem Entwurf von Carl Winchenbach auf dem Wupperfelder Markt in Barmen wurde am 21. Mai 1884 eingeweiht. Den Anschluss Barmens an das Gemeinschaftswasserwerk Volmarstein hatte man als Anlass zur Errichtung genommen. Der dreigeschossige Brunnen wurde von dem Bildhauer Friedrich Küsthardt ausgeführt und zeigt vier Delfine, die von der Mitte aus in das barocke Bassin speien. Ein Kranz feiner Düsen lässt Wasser von der Spitze der Brunnensäule ins tiefer gelegene Bassin laufen. Auf der Brunnensäule ist eine Figur eines Garnbleichers. 1954 wurde im Zuge des Ausbaus der Bundesstraße 7 der Brunnen an den heutigen Standort versetzt. Durch Umwelteinflüsse war der Sandstein stark beschädigt, so wurde der Brunnen 1966/1967 restauriert. Eine erneute Restaurierung wurde 1977 ausgeführt.

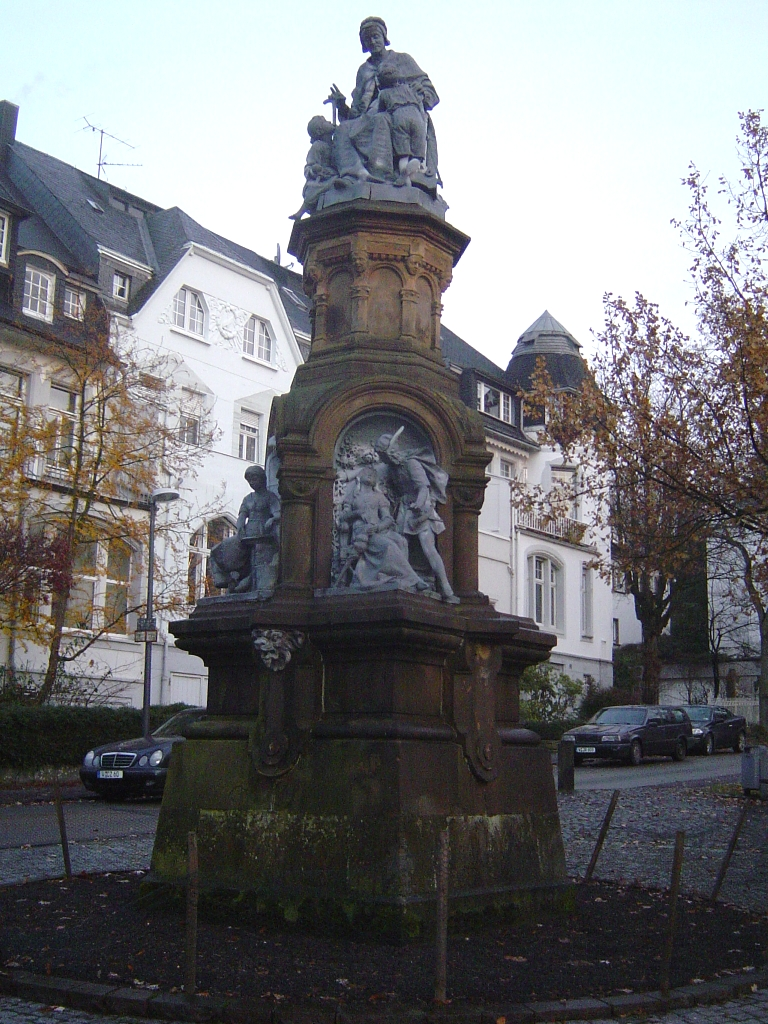
Märchenbrunnen
… im Zooviertel, am Kreuzungspunkt der Wotan-, Baldur-, Donar- und Jägerstraße
Hauptartikel: Märchenbrunnen
- Geographische Lage: 51° 14′ 35″ N, 7° 6′ 37″ O
- Errichtet: 1897
- Status: erhalten

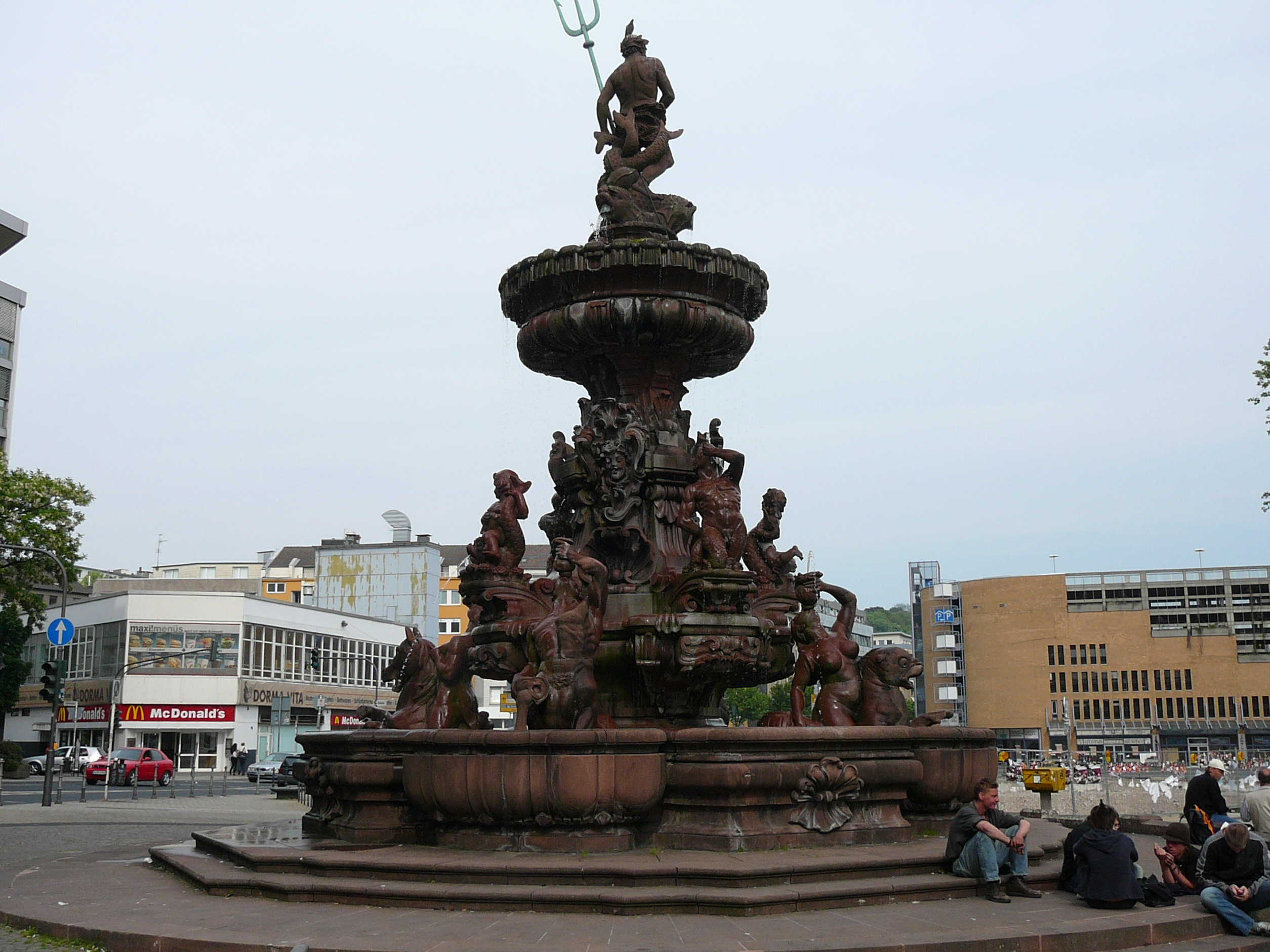
Jubiläumsbrunnen (Wuppertal)

- Beschreibung: Der denkmalgeschützte Märchenbrunnen im Wuppertaler Zooviertel wurde am 13. November 1897 eingeweiht und zeigt Motive aus den Märchen der Gebrüder Grimm. Der Brunnen aus Sandstein wurde von den Architekten Rudolf Hermanns und Kuno Riemann mit dem Bildhauer Wilhelm Albermann gestaltet. Ursprünglich floss aus kunstvoll geschmiedeten Röhren Wasser in grottenartige Becken. 1939 wurden sie entfernt und durch Blumenbeete ersetzt. 2007 wurde der Märchenbrunnen restauriert.

Siegesbrunnen
… vor dem ehemaligen Kreishaus in Vohwinkel, dem späteren städtischen Kinderheim an der Gräfrather Straße
- Geographische Lage: 51° 13′ 47″ N, 7° 4′ 11″ O
- Errichtet: 1900
- Status: nicht erhalten, wahrscheinlich im Zweiten Weltkrieg zerstört
- Beschreibung: Vor dem Vohwinkler Landratsamt an der Gräfrather Straße lag der Siegesbrunnen, der durch den Düsseldorfer Bildhauer Gustav Rutz aus Granit geschaffen wurde. Die Einweihung des Siegesbrunnens durch Wilhelm II. am 24. Oktober 1900 war seinerzeit ein beliebtes Ansichtskartenmotiv. Die Figur der Siegesgöttin wurde nach einem Entwurf von Rutz in Galvanobronze ausgeführt. Der Brunnen hatte eine Plattform von 25 Metern Breite und ein Wasserbecken, aus dem kaskadenartig das Wasser dem Betrachter entgegenkam. Das Schicksal des Brunnens ist nicht ganz geklärt, wahrscheinlich ist er im Zweiten Weltkrieg zerstört worden.

Jubiläumsbrunnen
… auf dem Neumarkt in Elberfeld
Hauptartikel: Jubiläumsbrunnen
- Geographische Lage: 51° 15′ 32″ N, 7° 8′ 48″ O
- Errichtet: 1901
- Status: erhalten
- Beschreibung: Der denkmalgeschützte Jubiläumsbrunnen (auch Neptunbrunnen) auf dem Neumarkt in Elberfeld wurde 1895 vom Elberfelder Verschönerungsverein aus Anlass des 25-jährigen Bestehens gestiftet. Der 11,5 Meter hohe Brunnen aus rotem Mainsandstein wurde 1900/1901 vom Düsseldorfer Bildhauer Leo Müsch (1846–1911) als Nachbildung des Neptunbrunnens (1767–1768) auf dem Domplatz im italienischen Trient geschaffen. Das mehrfach geschwungene Becken von acht Metern Durchmesser befindet sich auf einem Stufenunterbau. Dargestellt sind hier Meeresgott, Nixen und Seeungetüme. Auf einem dreigeschossigen Aufbau erhebt sich ein etwa drei Meter hoher Neptun samt Zubehör. Der Aufbau ist belebt mit Tritonen, Putten und Delfinen. Die freizügige Darstellung des Neptuns, in Form der anatomisch korrekt modellierten Schamregion, entrüstete damals die Moralisten – für sie zeigten sich die Figuren allzu sehr männlich markant. In dieser hitzigen Debatte machten selbsternannte Volkserzieher kurzen Prozess und schlugen über Nacht hervorragende Teile zweier Eckfiguren des Brunnens ab.

Figurengruppe und Brunnen
… auf dem Plateau unterhalb des Bergischen Hauses auf der Hardt in Elberfeld
- Geographische Lage:
- Errichtet: 1902
- Status: nicht mehr erhalten
- Beschreibung: Aus dem Vermächtnis Wichelhaus wurde 1902 von dem Hardt-Verein ein Springbrunnen für die Parkanlage angeschafft. Da vom Budget etwas übrig geblieben war, konnte auch noch eine Figurengruppe mit einem Motiv aus dem Märchen Brüderchen und Schwesterchen der Gebrüder Grimm finanziert werden. Der Brunnen bestand aus einer dreistufigen Brunnenschale und befand sich unterhalb des Bergischen Haus. Es ist nicht überliefert, wie lange der Brunnen vorhanden war.

Goldschmiedbrunnen
… im Hof der damaligen Knabenmittelschule an der Brandenburger Straße, heute Pfalzgrafenstraße in Elberfeld
- Geographische Lage: 51° 14′ 49″ N, 7° 8′ 41″ O
- Errichtet: 1910
- Status: nicht erhalten
- Beschreibung: Anlässlich der Dreijahrhundertfeier Elberfelds im Jahr 1910 stiftete der Juwelier Karl Schmitz (1854–1910) den Goldschmiedbrunnen für den Neubau der Knabenmittelschule an der Brandenburger Straße. Ausführender Bildhauer des drei Meter hohen Brunnens war Friedrich Coubillier. Er bestand aus einem Becken aus Granit mit zwei Meter Durchmesser, aus dem in der Mitte ein viereckiger Sockel herausragte. Auf dem Sockel befand sich in zwei Metern Höhe eine Figur eines mittelalterlichen Goldschmieds aus Bronze. Am Rand des Beckens waren sechs Sprudel als Trinkgelegenheit angebracht. Zu Beginn des Zweiten Weltkriegs soll die Bronzefigur noch vorhanden gewesenen sein, wahrscheinlich wurde sie für Rüstungszwecke eingeschmolzen. Bei einer Erweiterung der Schule 1967/1969 wurde das Brunnenbecken entfernt.

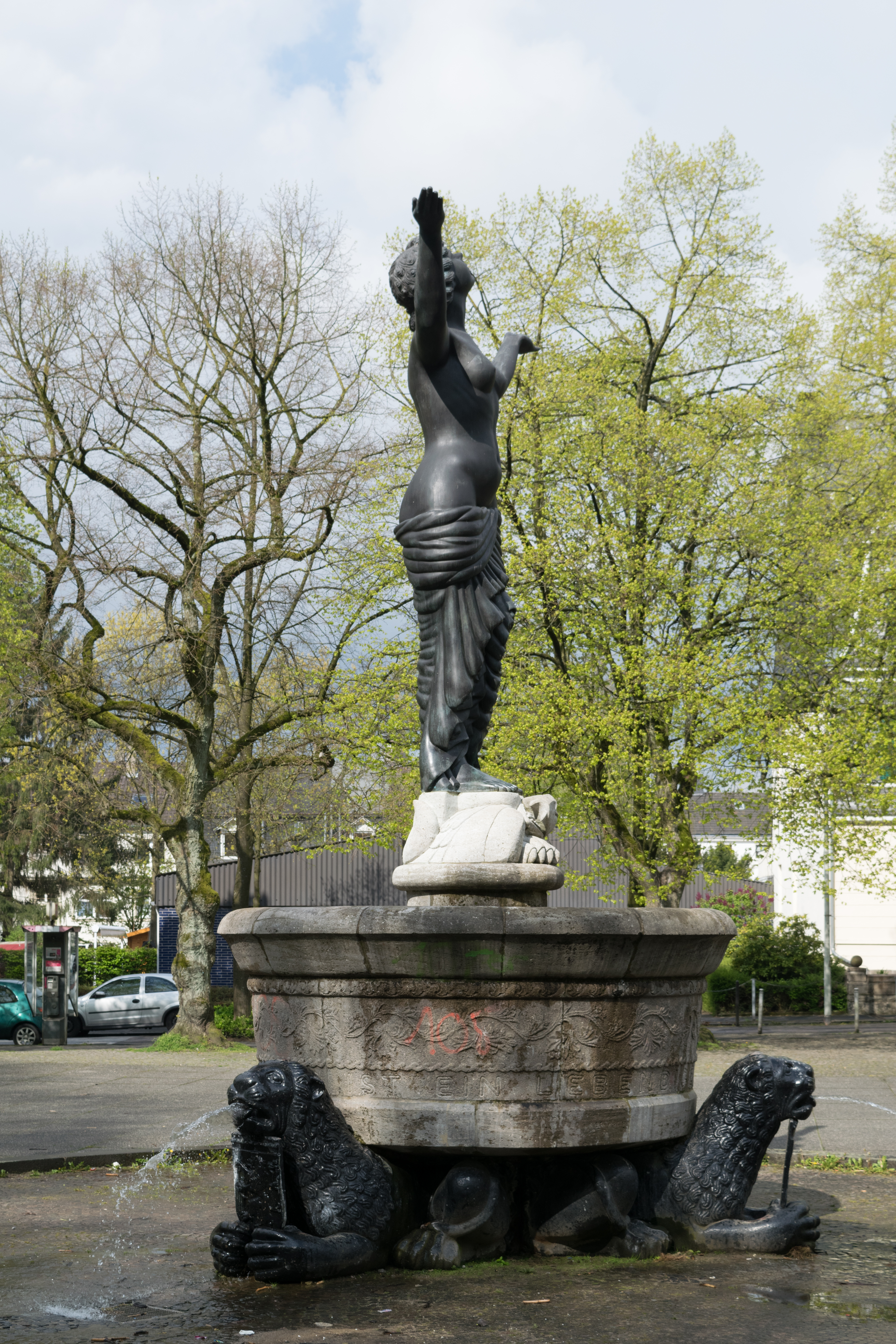
Gerechtigkeitsbrunnen
… auf dem Platz der Republik in Elberfeld
Hauptartikel: Gerechtigkeitsbrunnen
- Geographische Lage: 51° 15′ 52″ N, 7° 9′ 4″ O
- Errichtet: 1910
- Status: erhalten; Bronzefigur rekonstruiert
- Beschreibung: Ebenfalls anlässlich der Dreijahrhundertfeier Elberfelds im Jahr 1910 wurde der heute denkmalgeschützte Gerechtigkeitsbrunnen auf dem Platz der Republik in Elberfeld eingeweiht. Stifter dieses Brunnens war der Geheime Kommerzienrat August Freiherr von der Heydt. Ausführender Bildhauer der Frauengestalt nach einer Aktzeichnung „Wägende“ war Bernhard Hoetger. Der Architekt Kuno Riemann gestaltete das Brunnenbecken aus Kirchheimer Muschelkalk mit einem Rand aus Kupfer. Ein wasserspeiender Basilisk befand sich zu Füßen der Frauengestalt. Das große Brunnenbecken, das wie ein gigantisches Taufbecken wirkt, wird von liegenden Löwen auf Gusseisen getragen. Die Löwen speien selbst Wasser aus dem Maul in Abflussröhren, die in ein Steinmosaik gebettet sind. Während der Zeit des Nationalsozialismus galt Hoetger als entartet und die Brunnenfigur wurde im Zweiten Weltkrieg eingeschmolzen. Von 1957 bis 1959 wurde mit Hilfe des Bildhauers Fritz Bernuth die verbliebene Brunnenanlage, aus der kein Wasser mehr rann, restauriert. 1989 wurde der Brunnen erneut restauriert, um einige Meter versetzt und wieder an die Wasserversorgung angeschlossen. Auf Initiative von Hans-Joachim Camphausen wurde 2011 mit privaten Mitteln die Brunnenskulptur durch den Bildhauer Schwan Kamal rekonstruiert. An seinem Arbeitsplatz, der Düsseldorfer Gießerei Rolf Kayser, entstand sie neu. Der Brunnen-Unterbau wurde im Frühjahr 2012 saniert, die rund eine Tonne schwere Skulptur am 18. Juni 2012 aufgestellt und am 24. Juni 2012 enthüllt.

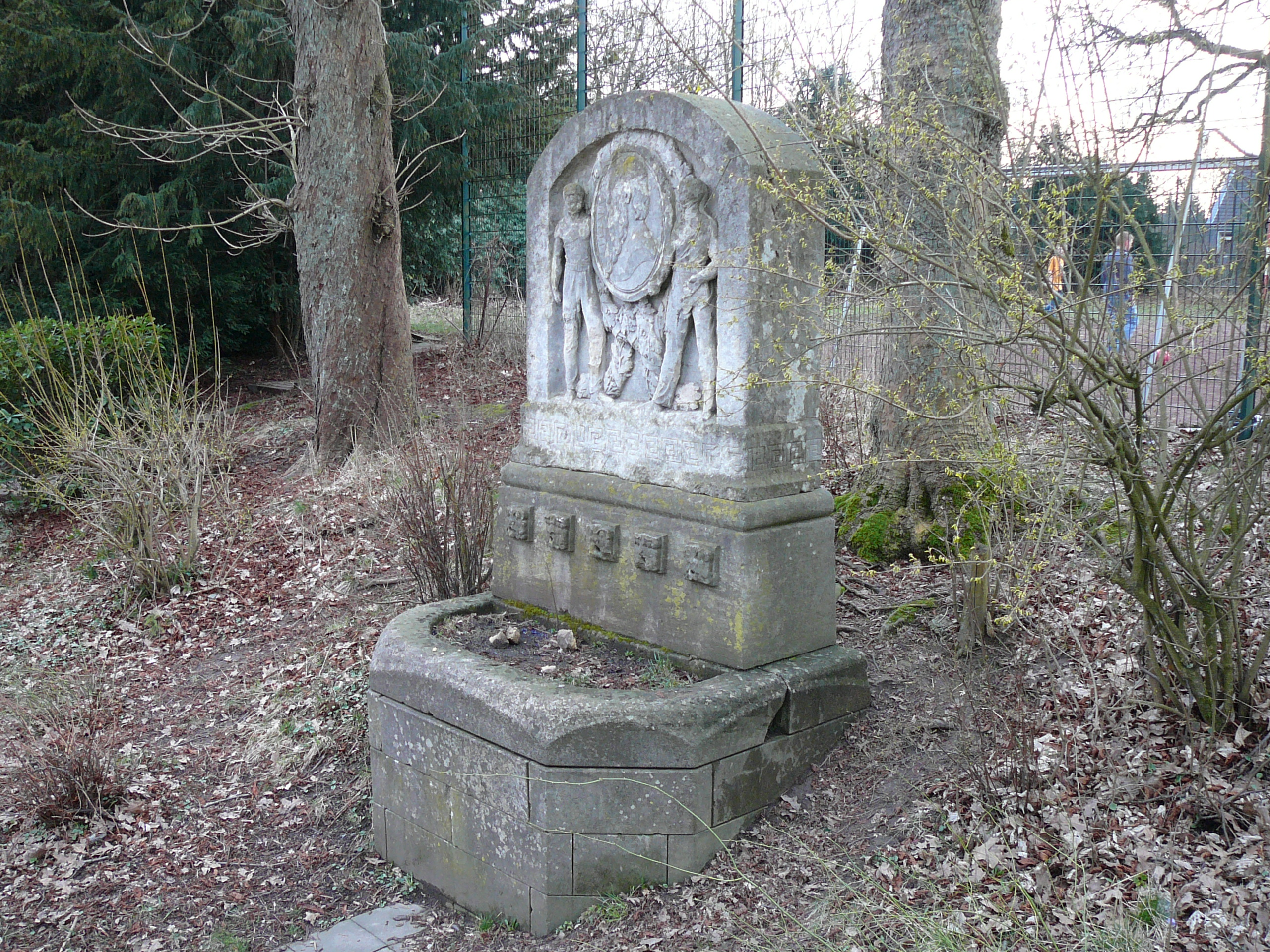
Jahn-Brunnen

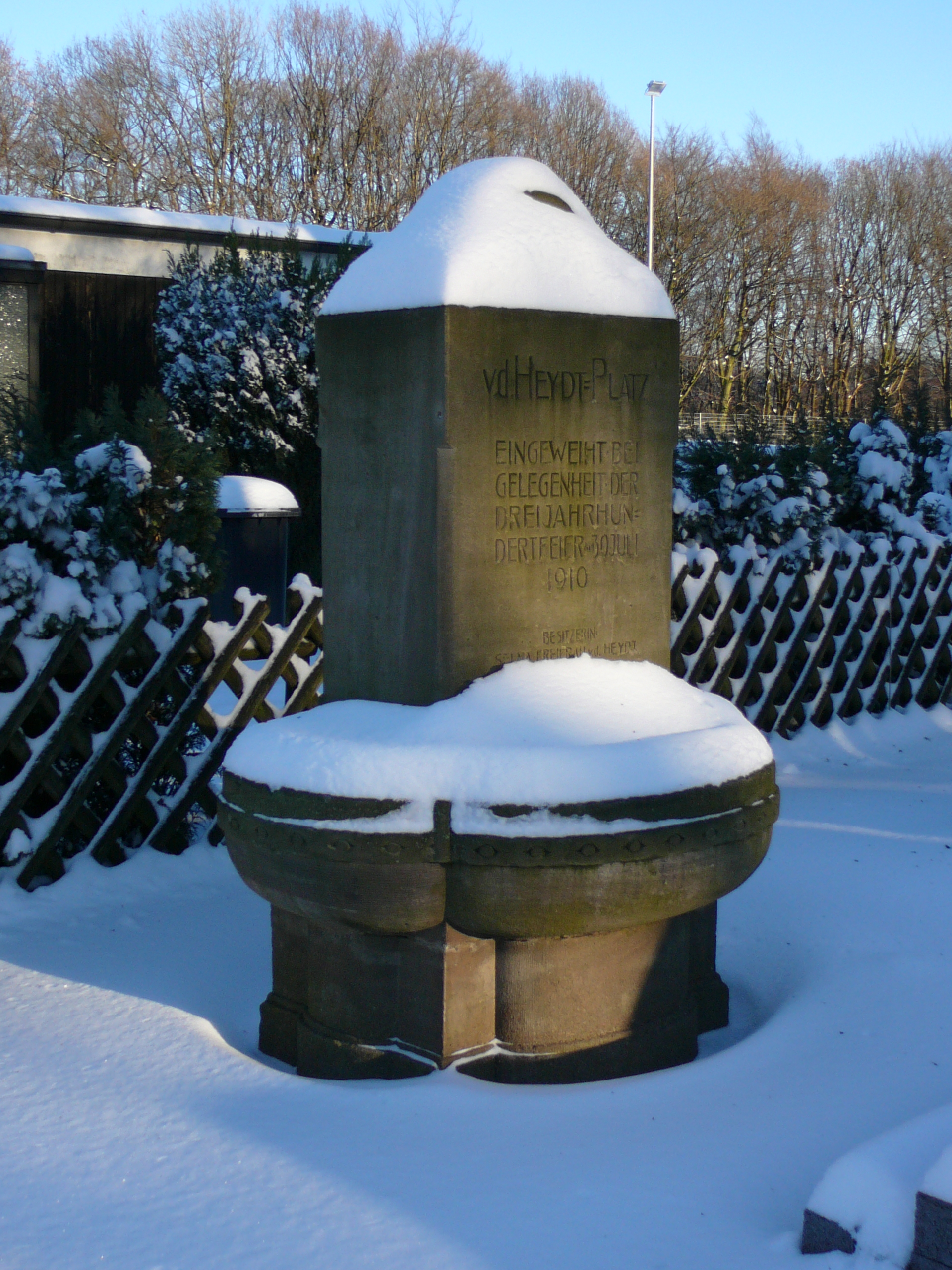
Brunnen auf dem Von-der-Heydt-Sportplatz
… am Freudenberg in Elberfeld
- Geographische Lage: 51° 14′ 37″ N, 7° 9′ 34″ O
- Errichtet: 1910
- Status: erhalten
- Beschreibung: Ebenfalls anlässlich der Dreijahrhundertfeier Elberfelds im Jahr 1910 wurde auf der ehemaligen von der Heydt’schen Weide am Freudenberg ein Sport- und Spielplatz eingeweiht. August Freiherr von der Heydt hatte das Gelände der Stadt zur Pacht überlassen und seine Ehefrau Selma Freifrau von der Heydt überwies ihrerseits die erforderliche Pachtsumme dem Verein für Körperpflege als Beitrag. Der Platz galt seinerzeit als die größte Sportstätte des Bergischen Landes. Der Brunnen, aus dem in drei Leitungen Wasser in drei verschieden große halbrunde Becken laufen, wurde 1966 restauriert.

Jahn-Brunnen
… neben der Turnhalle an der Scheidtstraße in Ronsdorf
- Geographische Lage: 51° 13′ 51″ N, 7° 11′ 53″ O
- Errichtet: 1910
- Status: nicht mehr in Betrieb
- Beschreibung: Aus Anlass des 50-jährigen Bestehens des Ronsdorfer Turngemeinde wurde 1910 das Jahn-Denkmal eingeweiht, das vom Düsseldorfer Bildhauer Franz Linden geschaffen wurde. Hinter dem halbrunden Becken erhebt sich ein abgerundeter Aufbau aus Muschelkalk. Im Aufbau befindet sich ein Relief, das zwei Turner darstellt, die ein Medaillon halten. Auf dem Medaillon ist Turnvater Friedrich Ludwig Jahn abgebildet. Unterhalb des Reliefs floss das Wasser aus fünf Masken in das Becken. Heute ist der Brunnen nicht mehr im Betrieb und das Brunnenbecken ist mit Blumen bepflanzt.

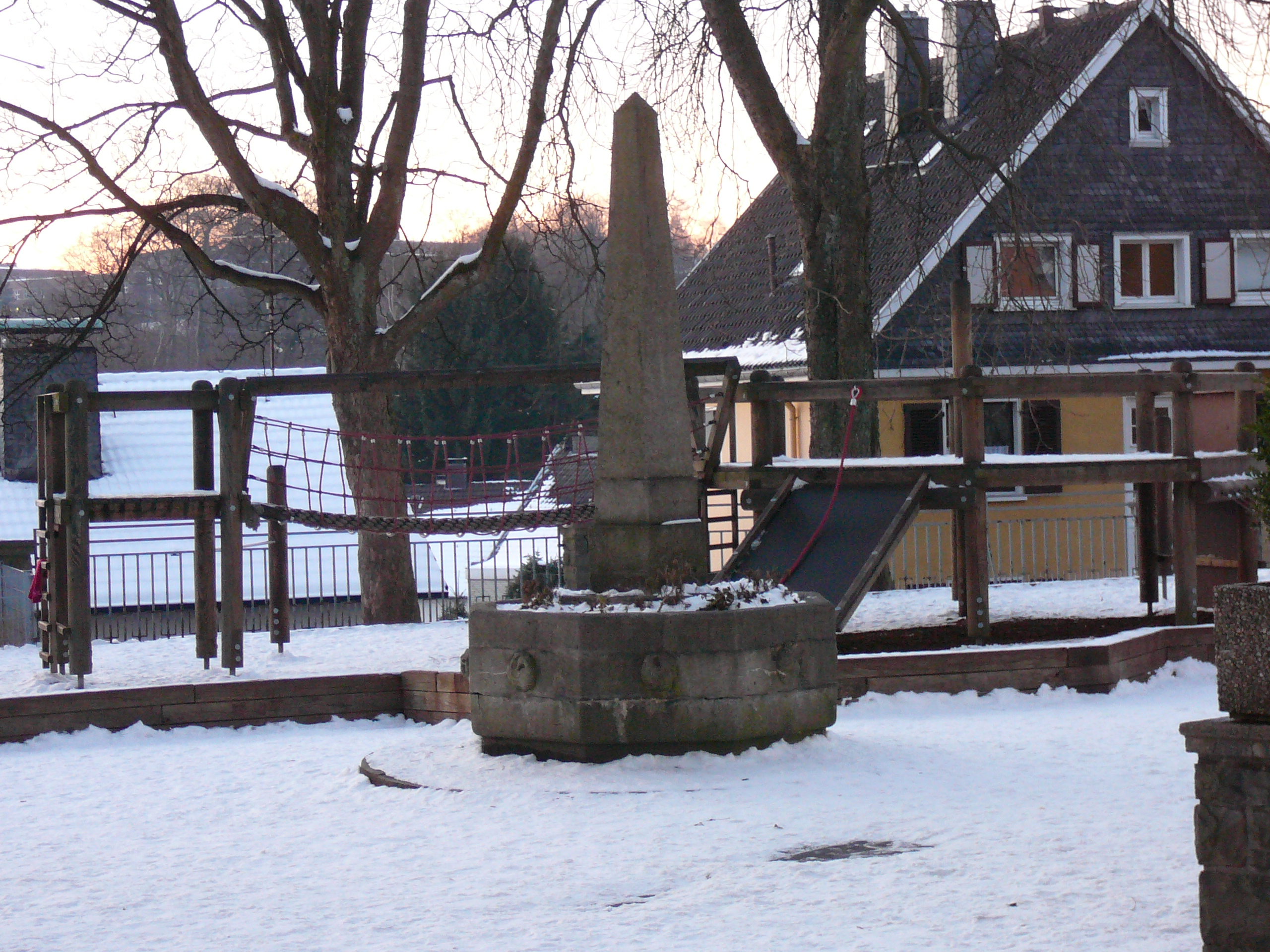
Trinkbrunnen auf dem Gelände der Gemeinschafts-Grundschule Eichenstraße

Trinkbrunnen
… auf dem Gelände der heutigen Gemeinschafts-Grundschule Eichenstraße 3-5 auf dem Rott in Barmen
- Geographische Lage: 51° 16′ 9″ N, 7° 10′ 53″ O
- Errichtet: 1914
- Status: nicht mehr in Betrieb
- Beschreibung: 1914 konnte der Schulhof ehemaligen evangelischen Volksschule Eichenstraße nach Westen erweitert werden. Als Schmuck erhielt der Platz einen Trinkbrunnen aus Muschelkalk. Das achteckige Brunnenbecken hat einen Durchmesser von 2,5 Metern und trägt an seinen Außenseiten Medaillons mit Tiermotiven. In der Mitte des Beckens überragt ein viereckiger Obelisk drei Meter über das Becken empor. Am inneren Rand des Beckens befanden sich Sprudel als Trinkgelegenheit, sie sind heute nicht mehr in Betrieb, das Becken ist mit Blumen bepflanzt.

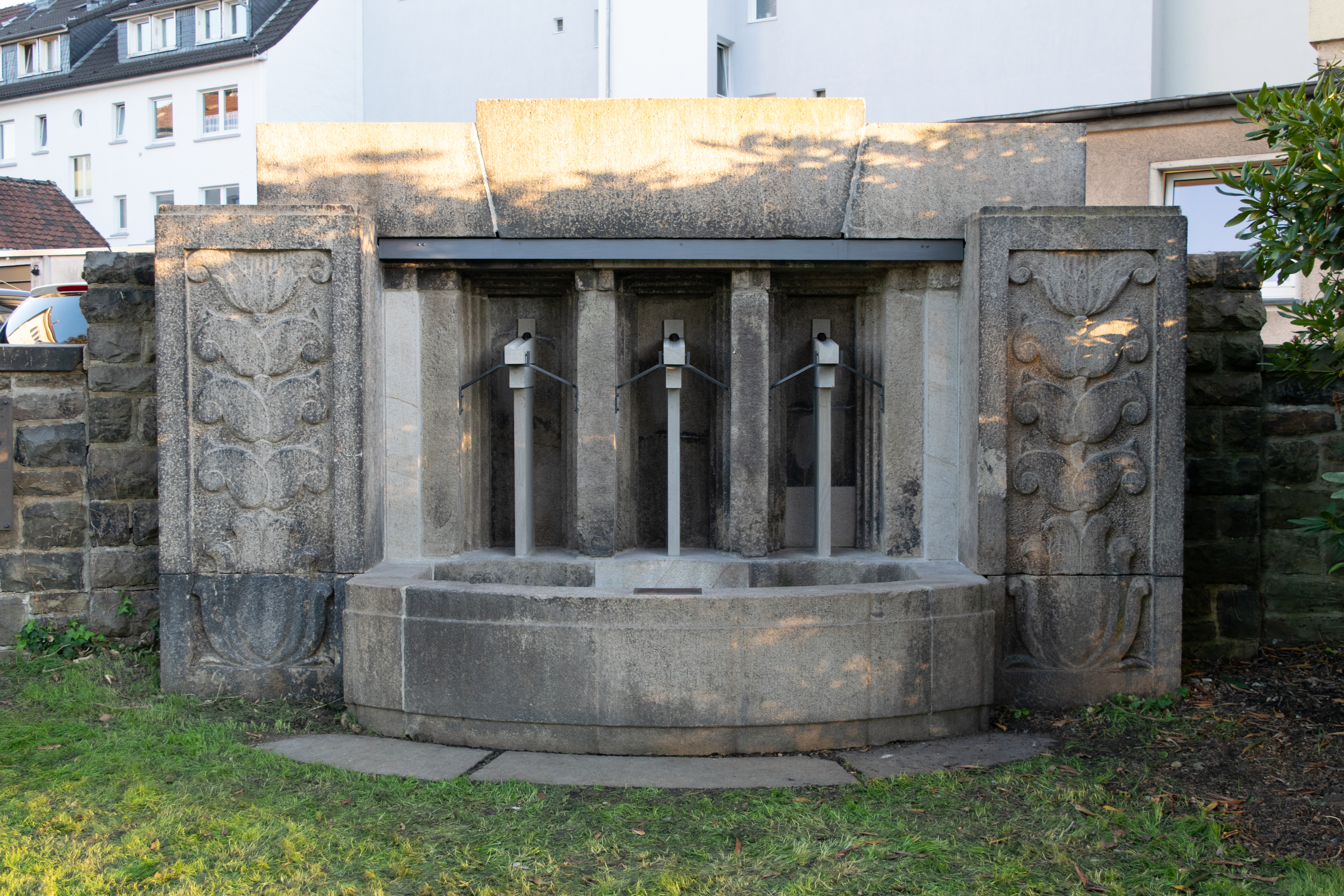
Wandbrunnen an der Kölner Straße

Wandbrunnen
… in der kleinen Grünanlage neben der Eisenbahnüberführung an der Kölner Straße in Elberfeld
- Geographische Lage: 51° 15′ 8″ N, 7° 8′ 36″ O
- Errichtet: 1914
- Status: restauriert erhalten
- Beschreibung: An der Straßenbrücke über der Bahnstrecke Elberfeld–Dortmund, in der Nähe der Stadthalle Wuppertal, liegt eine kleine Grünanlage. Der Wandbrunnen mit einem halbovalen Becken hat rund vier Meter Breite und zwei Meter Höhe. Er wurde um 1914 mit einem Wartehäuschen der Straßenbahn, die damals auf der Kölner Straße verkehrte, angelegt. Die Seitenteile, die der Bildhauer Erich Cleff gestaltete, sind mit Reliefs aus Blumenmotiven verziert. Der Brunnen war lange Zeit nicht mehr im Betrieb und die Wand größtenteils mit Brombeerranken überwachsen, die Einfassung beschädigt, bevor sich der Bürgerverein der Wuppertaler Südstadt e. V. seiner annahm und ihn mit Hilfe von Fördergeldern und Spenden wieder in Stand setzte, so dass er nun seit Herbst 2018 aufs neue seine eigentliche Aufgabe erfüllen kann.

### Weimarer Republik (1919–1932)

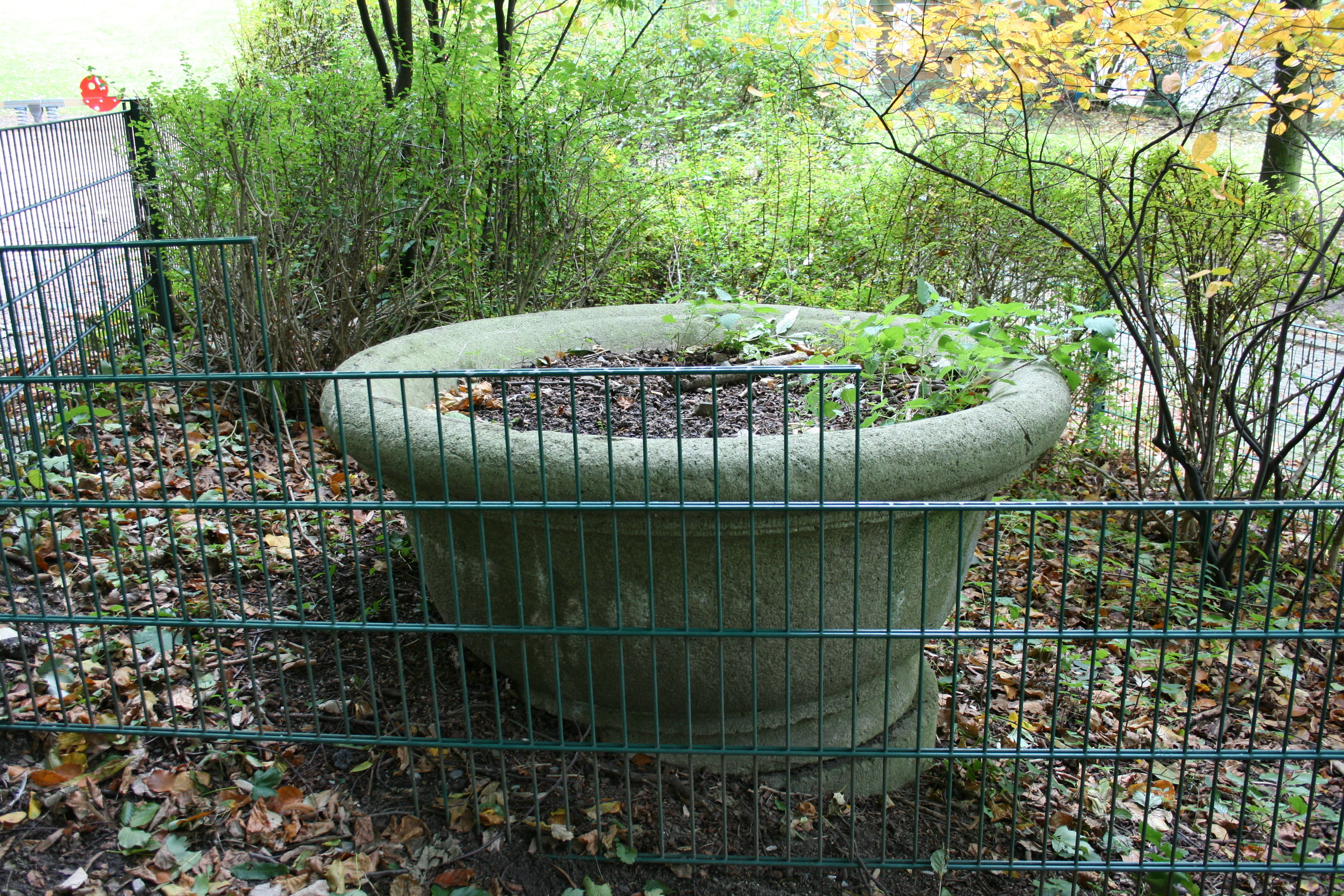
Brunnen am Schwarzen Mann

Brunnen
… Am Schwarzen Mann in Elberfeld
- Geographische Lage: 51° 15′ 1″ N, 7° 9′ 14″ O
- Errichtet: 1919
- Status: nicht mehr im Betrieb
- Beschreibung: Der Brunnen aus Kunststein von soll im Mai 1919 an der damaligen Straße Am Schwarzen Mann aufgestellt worden sein. Der Brunnen ist nicht mehr im Betrieb. Die Brunnenschale ist mit Blumen bepflanzt. Die Brunnensäule ist nicht erhalten.

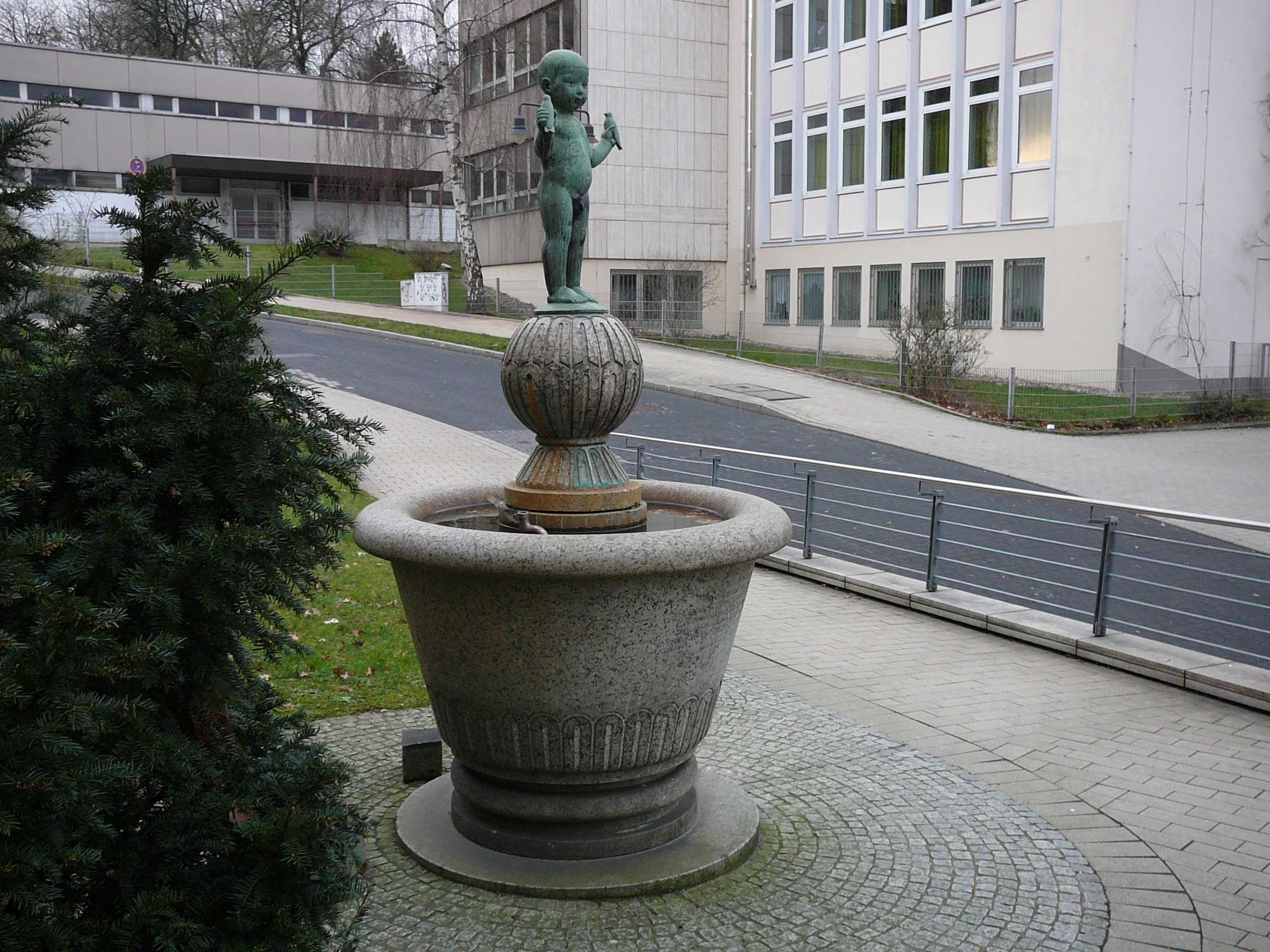
Der Bökelbrunnen

Bökelbrunnen
… an der Bahnhofstraße in Elberfeld, in der Nähe des Fußweges, der zum ehemaligen „Bökel“, heute Johannisberg hinab führt
- Geographische Lage: 51° 15′ 12″ N, 7° 8′ 40″ O
- Errichtet: 1920
- Status: erhalten
- Beschreibung: Der Bökelbrunnen wurde im Mai 1920 aufgestellt, als Standort hatte man am Bökel einen kleinen Platz am Ende der Treppe zur Bahnhofstraße gewählt. Der Bökel war eine Straße in einem historischen Wohnviertel, das bei dem Luftangriff 1943, mit dem Brunnen, vollständig zerstört wurde. Gestiftet wurde der Brunnen vom Elberfelder Verschönerungsverein anlässlich seines 50-jährigen Bestehens. Entwurf und die Ausführung stammen von Erich Cleff. Verschiedene Verzögerungen und letztlich die Erkrankung Cleffs bewirkten, dass das Brunnenbecken aus Muschelkalk zunächst ohne die Bronzefigur aufgestellt werden musste. Es dauerte weitere fast zwei Jahre, bis der Brunnen mit der Knabenfigur fertiggestellt war. Kurz nach dem Aufstellen der Figur wurde diese über Nacht beschädigt, so dass diese einen Monat lang entfernt und repariert wurde.

Nach dem Zweiten Weltkrieg stiftete der Verlag W. Girardet einen neuen Bökelbrunnen, der am 9. Juni 1961 am neuen Standort an der Bahnhofstraße eingeweiht wurde. Bildhauer des zweiten Brunnens war ebenfalls Erich Cleff, das Brunnenbecken ist diesmal jedoch aus Granit. Wegen des Baus des neuen Stadtsparkassen-Verwaltungsgebäudes 1996 wurde der Brunnen an die Straße Johannisberg, an den Fuß der Treppe zur Bahnhofstraße, versetzt.

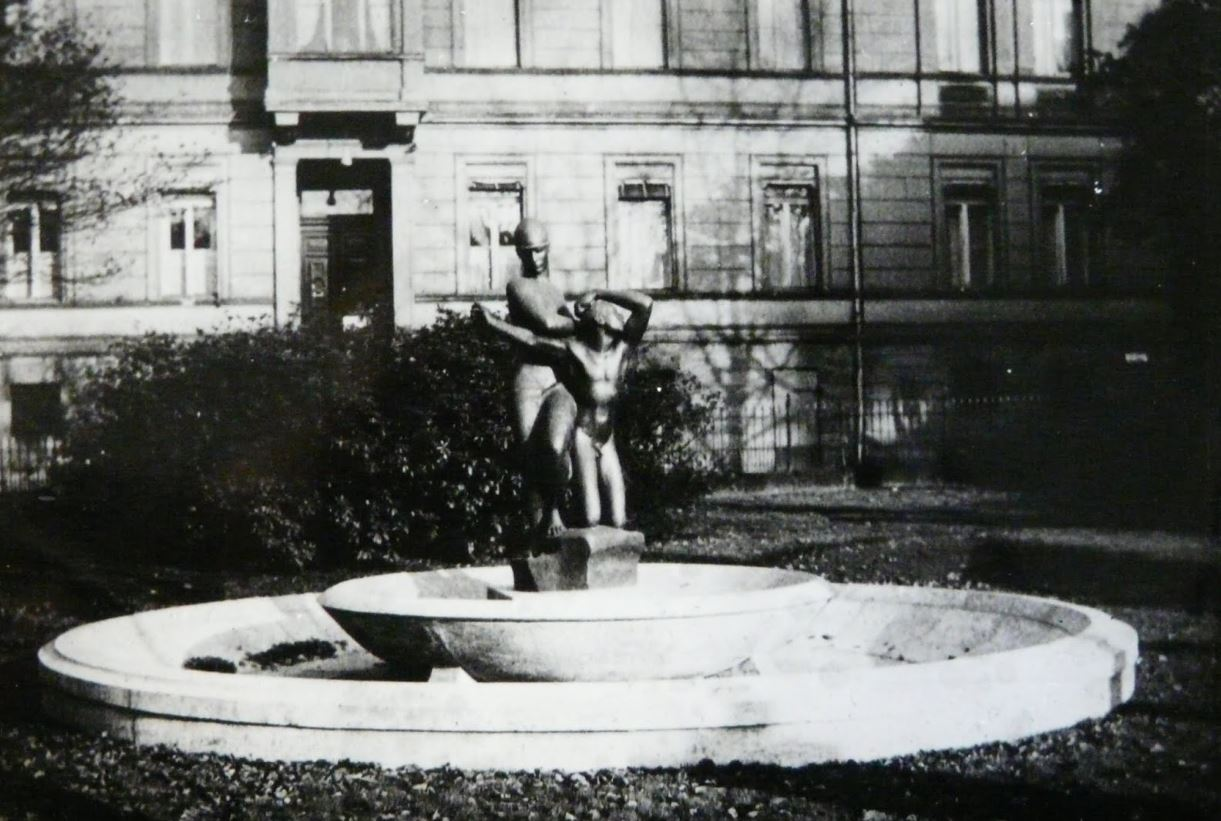
Elberfelder Brunnen, ehemals auf dem Bahnhofsvorplatz

Elberfelder Brunnen
Hauptartikel: Elberfelder Brunnen
… am Bahnhofsvorplatz in Elberfeld
- Geographische Lage: 51° 15′ 18″ N, 7° 8′ 59″ O
- Errichtet: 1922
- Status: Der Brunnen ist seit 1943 nicht mehr erhalten; die Figurengruppe Bellona des Bildhauers Georg Kolbe steht heute im Kasinogarten.
- Beschreibung: Der Brunnen bestand aus einem Rundbecken und einer flachen Schale aus Kalkstein. Mittig aufgesetzt war die Figurengruppe Bellona aus Bronze.

Springbrunnen
… in der Kleingartensiedlung „Hügel 1928 e. V.“, Heinrich-Böll-Straße/Am Kindergarten in Oberbarmen
- Geographische Lage: 51° 16′ 49″ N, 7° 13′ 46″ O
- Errichtet: 1926
- Status: verändert im Betrieb
- Beschreibung: Der Springbrunnen in der Kleingartensiedlung „Hügel“ wurde am 13. Juni 1926 vom Gartenbauverein Rittershausen eingeweiht. Er bestand damals aus einem achteckigen Brunnenbecken mit einer mittig aufgestellten Brunnensäule aus Eisen. Aus der Brunnensäule sprudelte das Wasser nach oben und zu allen acht Seiten in Strahlen davon. 1982 hatte man ihn umgebaut, anstatt der Brunnensäule hat es ein schindelgedecktes Dach erhalten. Ausgestattet mit einem Schöpfeimer mit Kette und Winde, macht er den Anschein eines Ziehbrunnens.

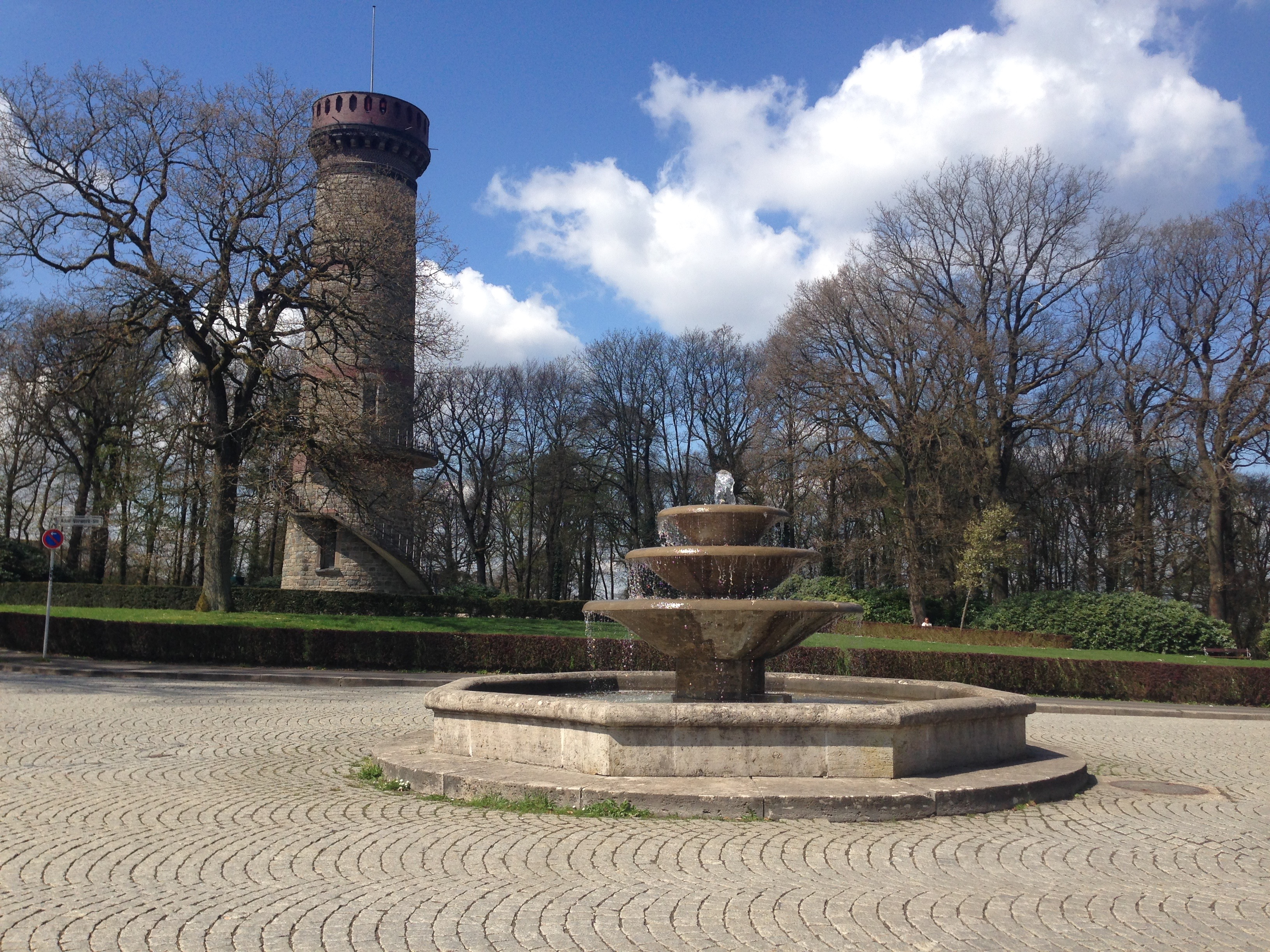
Der Brunnen vor dem Toelleturm

Brunnen mit Putten
… ehemals vor dem Luftkurhaus am Toelleturm in Barmen
- Geographische Lage: 51° 15′ 24″ N, 7° 12′ 8″ O
- Errichtet: 1929
- Status: nur noch ohne Putten erhalten
- Beschreibung: Vor dem ehemaligen Luftkurhaus im Umfeld des Toelleturms in der Adolf-Vorwerk-Straße liegt der am 21. August 1929 eingeweihte Brunnen mit Putten. Er war ein Geschenk der Familie Wilhelm Vorwerk anlässlich des 100-jährigen Bestehens der Firma Vorwerk & Sohn im Jahr 1927. Der in Berlin lebender Paul Wynand war ausführender Bildhauer. Er hat den Brunnen mit einem achteckigen Becken geschaffen, aus dessen Mitte sich drei Brunnenschalen in Stufen erheben. Von der obersten Schale ergießt sich das Wasser kaskadenartig herunter. Am Rand des Beckens waren vier Bronzegruppen von 80 bis 100 Zentimeter Höhe verteilt. Sie stellten Putten dar, die auf Delfinen reiten. Die Bronzefiguren fielen einer Metallsammelaktion im Zweiten Weltkrieg zum Opfer und verschwanden spurlos. Nach dem Krieg bemühte sich Wynand noch vergeblich um das wiederauffinden der Bronzefiguren. Zu einer Neuerstellung der Figuren kam er nicht mehr, er starb im März 1956. Der denkmalgeschützte Brunnen wurde inzwischen mehrfach restauriert.

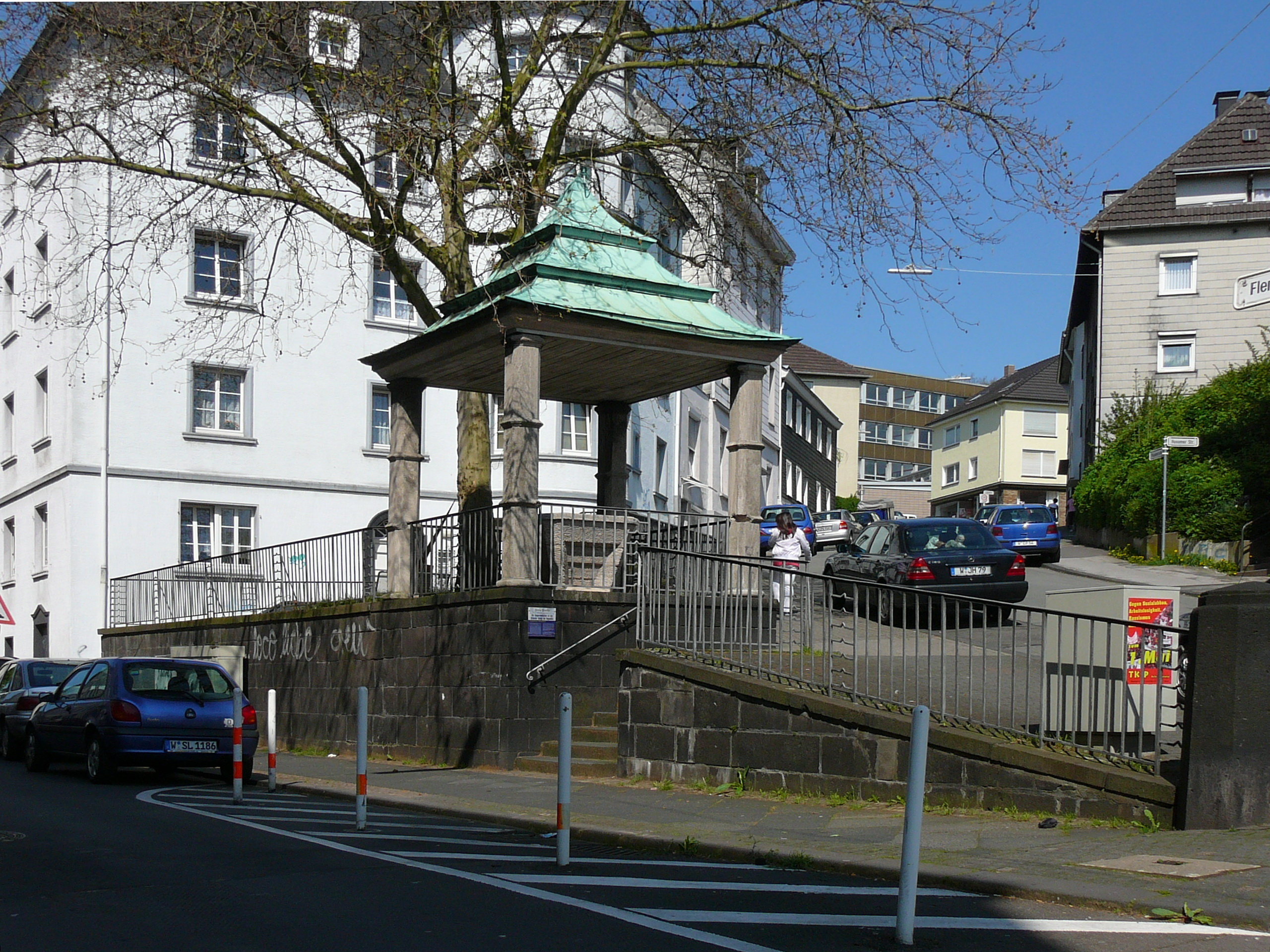
Schützenbrunnen
an der Paradestraße

Schützenbrunnen
… Paradestraße/Ecke Flensburger Straße, Elberfeld
- Geographische Lage: 51° 15′ 45″ N, 7° 8′ 57″ O
- Errichtet: 1930
- Status: nicht mehr erhalten, wahrscheinlich im Zweiten Weltkrieg zerstört
- Beschreibung: Der Schützenbrunnen an der Ecke Paradestraße zur Flensburger Straße in Elberfeld wurde im April 1930 unter dem schon vorhandenen Pavillon aufgestellt. Die Bronzefigur des Brunnens zeigt einen mittelalterlichen Schützen mit Federhut, Rock und Gewehr. Die von Wilhelm Koopmann ausgeführte Figur stellt den Bezug zum nahen Platz der Republik her, auf dem in früheren Jahren Schützenfeste gefeiert wurde. Seit dem Zweiten Weltkrieg ist die Figur verschollen, der Brunnen ist ohne Funktion.

### Nachkriegszeit (1950–1962)

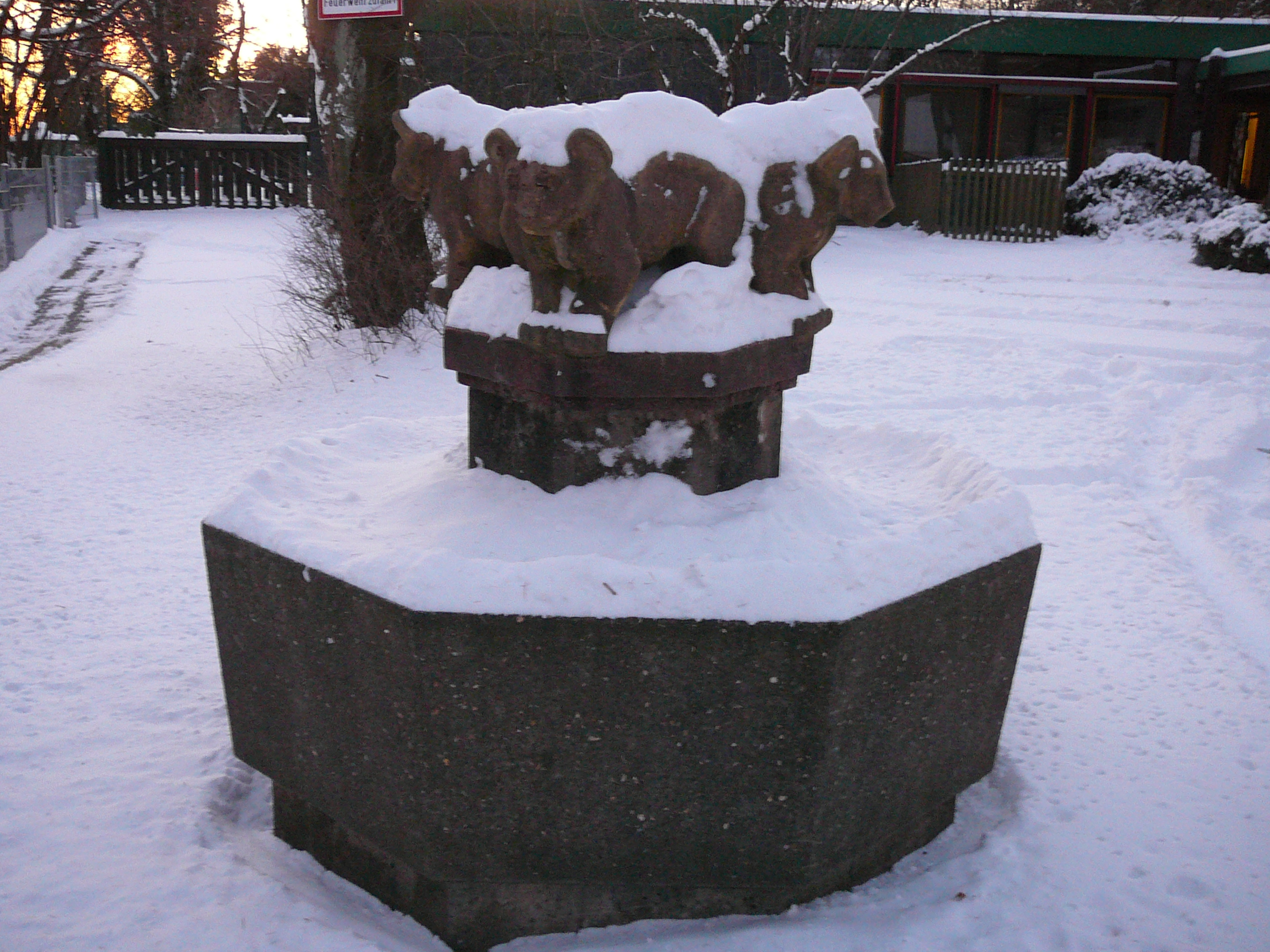
Brunnenaufsatz mit vier Junglöwen, 2009

Brunnenaufsatz mit vier Junglöwen
… früher Gymnasium Siegesstraße, heute auf dem Gelände der Städt. Schule für Geistigbehinderte, Melanchthonstraße in Barmen (seit 1991 „Schule am Nordpark“ genannt)
- Geographische Lage: 51° 16′ 57″ N, 7° 11′ 56″ O
- Errichtet: 1953
- Status: teilweise erhalten
- Beschreibung: Für das Gymnasium an der Siegesstraße entstand 1953 von Fritz Bernuth der Brunnenaufsatz mit den vier Junglöwen aus Steinguss. Die Figuren schmückten ein achteckiges Brunnenbecken auf einem Freigelände der Schule. Nach einigen Jahren mussten sie wegen eines Erweiterungsbaus weichen und kamen im Sommer 1986 an den heutigen Standort an der Melanchthonstraße. Die Junglöwen schmücken wiederum ein achteckiges Brunnenbecken aus Waschbetonelementen. Der Brunnenaufsatz wurde nach starker Verwitterung abgebaut und der achteckige Brunnen mit einer Stahlplatte abgedeckt.

Trinkbrunnen, Wandmosaiken und Pflanzenbecken
… in der Volksschule an der Rathenaustraße in Barmen, heute Hauptschule Wichlinghausen-Süd
- Geographische Lage: 51° 16′ 45″ N, 7° 12′ 52″ O
- Errichtet: 1955
- Status: nicht mehr im Betrieb
- Beschreibung: Der Bau der Volksschule an der Rathenaustraße, der heutigen Hauptschule Wichlinghausen-Süd, war 1955 der erste Schulneubau nach dem Zweiten Weltkrieg, der nicht ein Wiederaufbau war. Die künstlerische Ausstattung der Innenräume mit einem Trinkbrunnen, Wandmosaiken und einem Pflanzenbecken wurde von Ingeborg und Bruno Asshoff aus Bochum ausgeführt. Schon nach wenigen Jahren wurde der Trinkbrunnen stillgelegt, voraus ging der Missbrauch der Einrichtungen durch die Schüler.

Igel mit Schlange
… Brunnen auf dem Hof der heutigen Hauptschule Wichlinghausen-Süd, früher Volksschule an der Rathenaustraße in Barmen
- Geographische Lage: 51° 16′ 44″ N, 7° 12′ 54″ O
- Errichtet: 1955
- Status: nicht mehr im Betrieb
- Beschreibung: Ebenfalls wurde für die Volksschule an der Rathenaustraße, die heutige Hauptschule Wichlinghausen-Süd, ein Brunnen für den Schulhof in Auftrag gegeben. Die Bronzefigur in Form eines 30 cm hohen Igels ist auf einer bauchigen einen Meter hohen Sandsteinsäule montiert und wurde von Fritz Bernuth erstellt. Im Maul des Igels befindet sich eine Schlange, aus deren Maul Wasser kam. Das Wasser wurde in einer 2,5 Meter großen in den Boden eingelassenen Mulde aufgefangen. Die Mulde zeigt ein farbiges Mosaik mit Fischmotiven und wurde vom Gartenarchitekten Helmut Pfeil geschaffen. Den Bronzeabguss wurde dreimal erstellt; ein weiterer ist im Besitz der Stadt Köln und der dritte wurde für einen Privatgarten ausgeführt. Der Brunnen ist seit Jahren nicht mehr im Betrieb.

Trinkbrunnen
… in der Grundschule Cronenfelder Straße, Ecke Schulweg in Cronenfeld
- Geographische Lage: 51° 12′ 51″ N, 7° 9′ 2″ O
- Errichtet: 1956
- Status: nicht mehr im Betrieb
- Beschreibung: Im Juni 1956 wurde die neue Turnhalle, die an dem vorhandenen Schulgebäude angebaut wurde, eingeweiht. Beide Gebäudeteile sind durch ein Treppenhaus verbunden, in dem auf der untersten Ebene der Trinkbrunnen steht. Der keramische Brunnen wurde von Ingeborg und Bruno Asshoff geschaffen. Schon nach wenigen Tagen wurde das Wasser des Brunnens wieder abgestellt, da die Schüler ihn nur für Wasserspritzspiele missbrauchten.

Trinkbrunnen und keramische Wandgestaltung
… Realschule Blücherstraße in Vohwinkel
- Geographische Lage: 51° 14′ 0″ N, 7° 4′ 48″ O
- Errichtet: 1956
- Status: nicht mehr erhalten
- Beschreibung: Ingeborg und Bruno Asshoff haben auch für diese Schule, die am 20. Juli 1956 eingeweiht wurde, eine keramische Wandgestaltung mit Tiermotiven und einen Trinkbrunnen geschaffen. Der Brunnen wurde kurz nach der Aufstellung auf dem Schulhof versetzt und wurde vor 1966 abgebaut, da er dem Missbrauch der Schüler nicht standhielt.

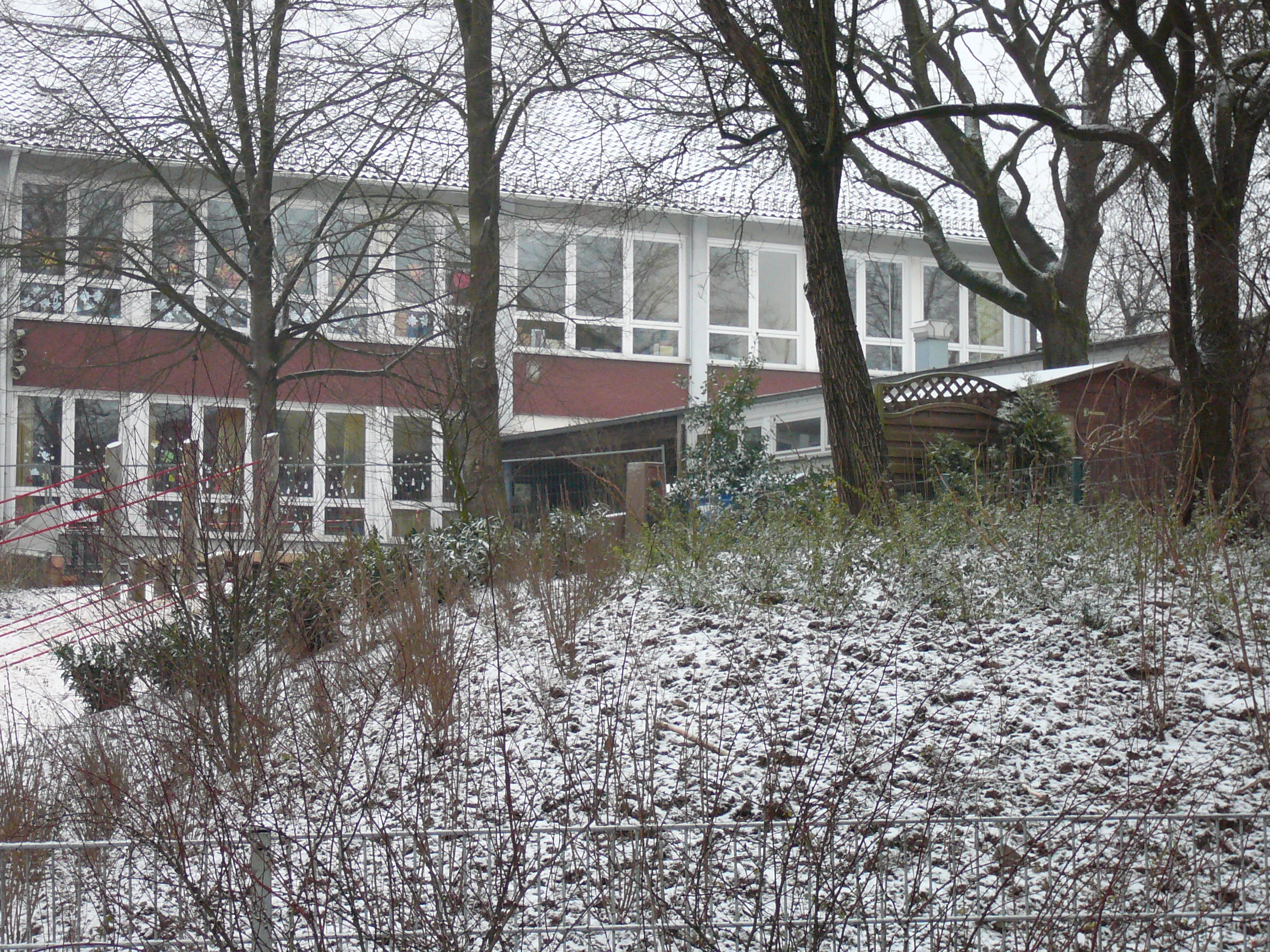
Brunnen auf dem Gelände der Grundschule Küllenhahn (rückwärtige Sicht)

Brunnen
… auf dem Gelände der Grundschule Küllenhahn, Küllenhahner Straße
- Geographische Lage: 51° 13′ 42″ N, 7° 8′ 22″ O
- Errichtet: 1957
- Status: erhalten
- Beschreibung: Nach Vollendung des ersten Bauabschnittes eines Wiederaufbaus der im Zweiten Weltkrieg zerstörten Volksschule Küllenhahn wurde im Juni 1957 der Brunnen eingeweiht. Der Brunnen wurde von dem Wuppertaler Bildhauer Hellmuth Grüttefien in Zusammenarbeit mit dem Gartenarchitekten Helmut Pfeil erstellt. Der Brunnen ist gegliedert in zwei Teile, ein Becken aus Kunststeinguss in der Tönung von rotem Mainsandstein und eine freistehende Brunnensäule neben dem Becken. Um die Anlage auf dem Rasen sind Klinkerstufen eingelassen. Verschiedenfarbige Keramikplatten schmücken die Brunnensäule.

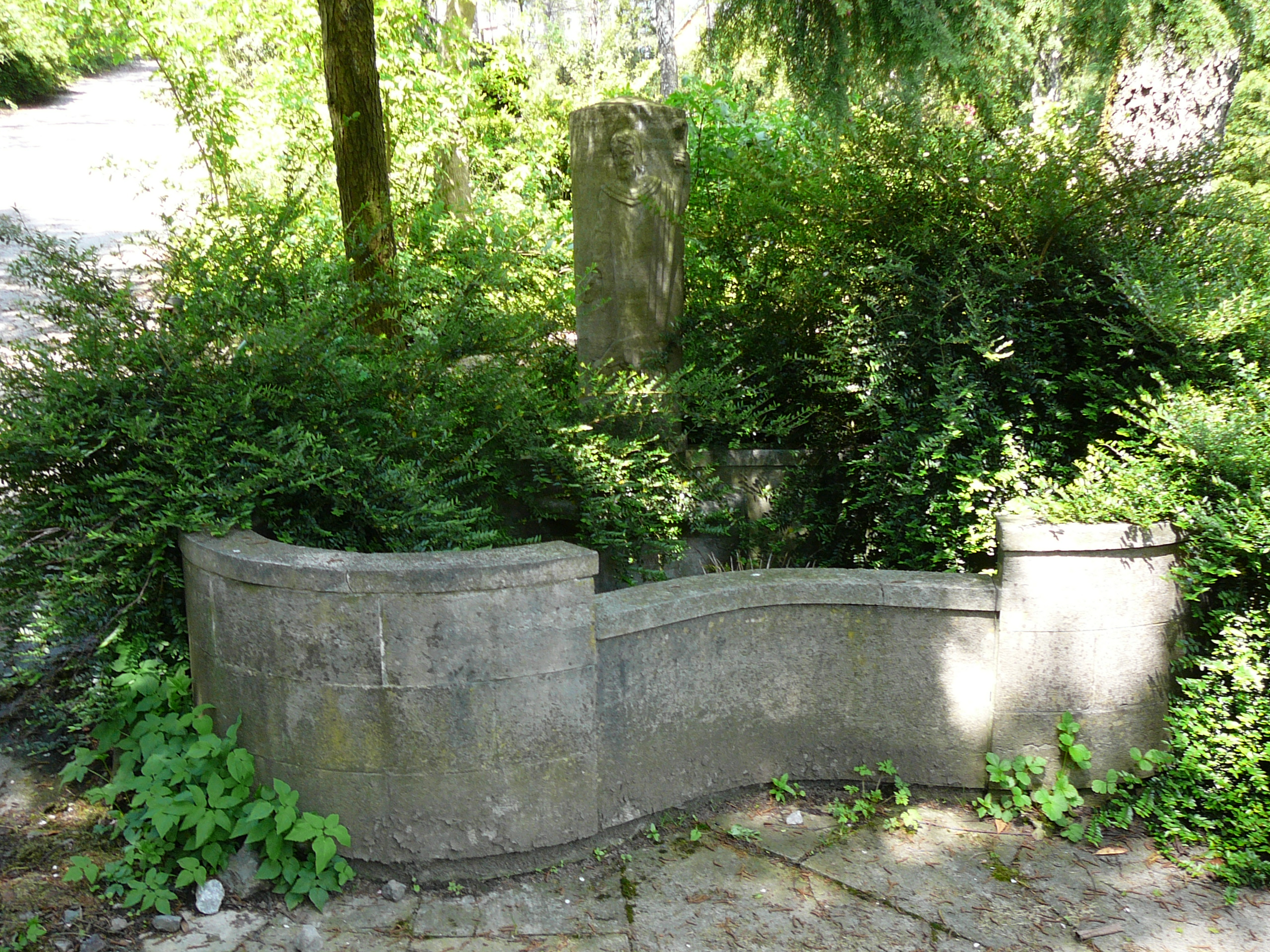
Brunnen auf dem
Friedhof Am Bredtchen

Brunnen
… auf dem evangelisch-lutherischen Friedhof Am Bredtchen in Elberfeld
- Geographische Lage: 51° 16′ 31″ N, 7° 8′ 1″ O
- Errichtet: 1958
- Status: nicht mehr im Betrieb
- Beschreibung: Auf dem Gelände des evangelisch-lutherischen Friedhofs Am Bredtchen wurde 1958 ein Brunnen aufgestellt. Am Rand eines Beckens steht eine schlanke Säule, die an der Vorderfront ein Reliefbild des „guten Hirten“ zeigt, der seine Schafe weiden lässt. Beide Elemente, die von dem Bildhauer Joachim Wolf-Müller gefertigt wurden, sind aus Muschelkalk. Unterstützt wurde die Arbeit bei dem Aufstellen von den Wuppertaler Steinmetzen G. und R. Anders. Am Fuß der Brunnensäule befindet sich ein Spruchband, der den 23. Psalm zitiert: „… und führet mich zum frischen Wasser ….“

Brunnen mit Phantasietieren, Keramik
… auf dem Hof der ehemaligen Volksschule Bökenbusch/Bornscheuerstraße, heute Grundschule
- Geographische Lage: 51° 16′ 58″ N, 7° 14′ 21″ O
- Errichtet: 1959
- Status: nicht mehr erhalten
- Beschreibung: 1958/59 wurde der Neubau der damaligen Gemeinschaftsschule Volksschule Bökenbusch/Bornscheuerstraße fertiggestellt. Der Bildhauer Fritz Bernuth hatte dazu einen Auftrag von der Stadt Wuppertal erhalten, so dass er einen Keramikbrunnen mit Phantasietieren erstellte. Kurze Zeit nach der Aufstellung wurde er zerschlagen, die Reste entfernte man.

Wandbrunnen, Keramik
… Grundschule Distelbeck in Elberfeld
- Geographische Lage: 51° 15′ 9″ N, 7° 9′ 8″ O
- Errichtet: 1960
- Status: nicht mehr im Betrieb
- Beschreibung: Ebenfalls vom Bildhauer Fritz Bernuth stammt die Arbeit im Auftrag der Stadt Wuppertal in der damaligen Volksschule, heute Grundschule Distelbeck. Die Keramik-Arbeit aus milchweißer Zinkoxidglasur mit durchscheinendem Blau umfasst einen Wandbrunnen ausgeführt mit Hilfe von Hellmuth Grüttefien und befindet sich an der Außenwand des Schulgebäudes neben dem Eingang auf der Schulhofseite. Seit mindestens Mitte der 1980er Jahre ist der Brunnen außer Betrieb und mit Zement verfüllt.

Brunnenbär
… auf einem Trinkbrunnen in der ev. Volksschule, heute Grundschule, Echoer Straße in Ronsdorf
- Geographische Lage: 51° 13′ 9″ N, 7° 11′ 45″ O
- Errichtet: 1960
- Status: erhalten
- Beschreibung: Eine weitere Arbeit des Bildhauers Fritz Bernuth ist dieser Brunnen in der ehemaligen evangelischen Volksschule, heute Grundschule, an der Echoer Straße in Ronsdorf. Auf einer Säule befindet sich ein in rosa eingefärbter Bär aus Steinguss. Unterhalb befindet sich ein geschwungenes Becken in 55 Zentimeter Höhe aus schwarzem Granit mit zwei Wasserdrüsen.

### Zweite Hälfte des 20. Jahrhunderts (1963–1989)

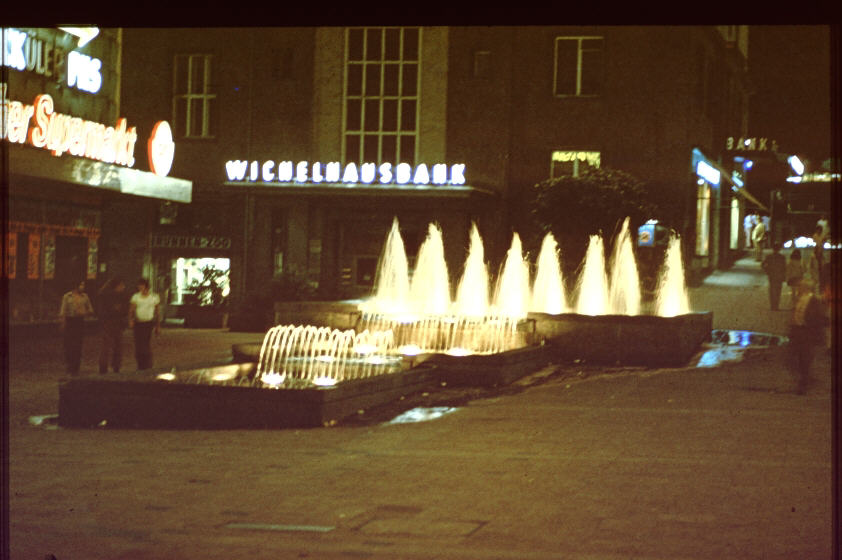
Wasserspiele Alte Freiheit

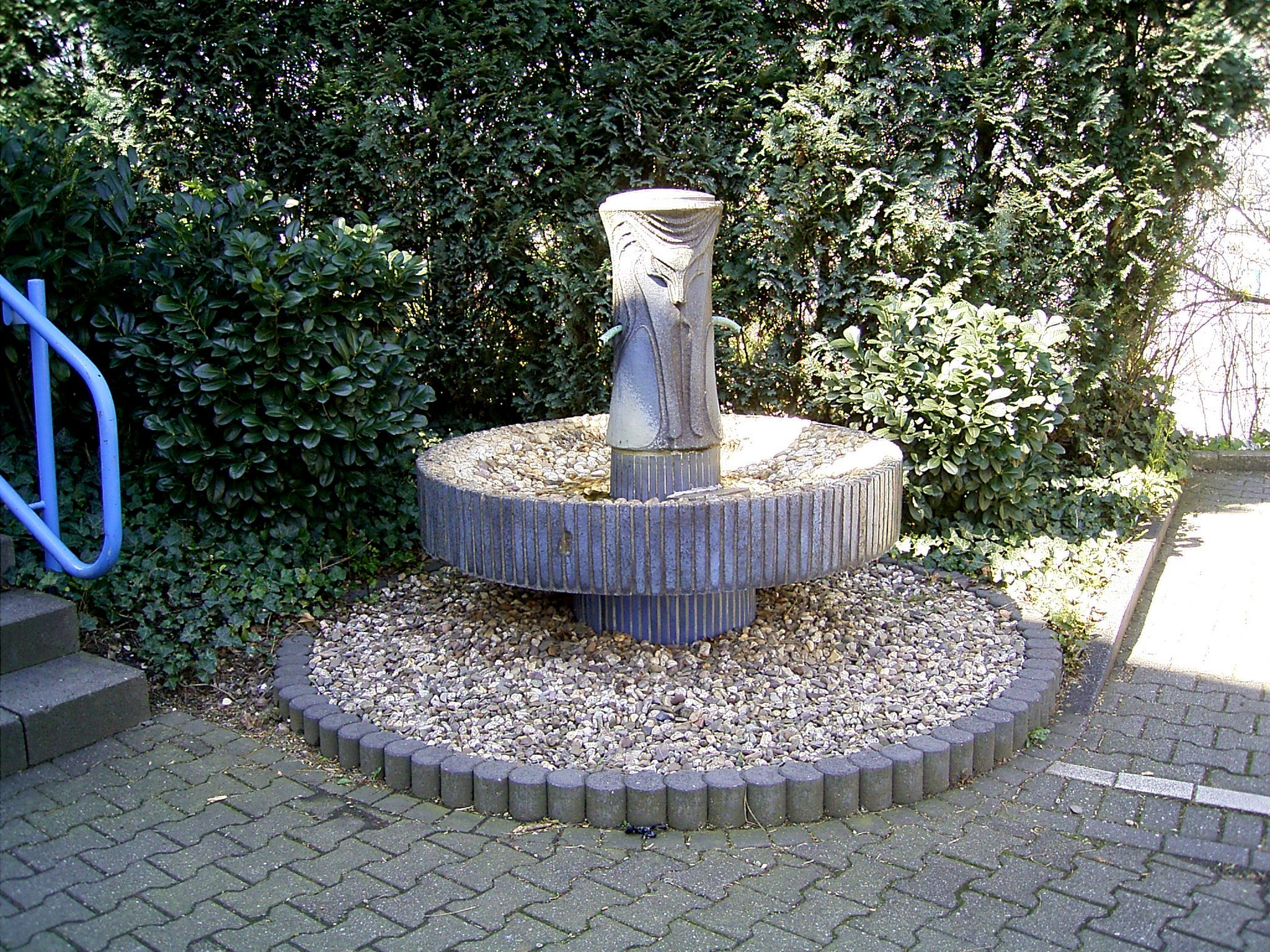
Fuchsbrunnen

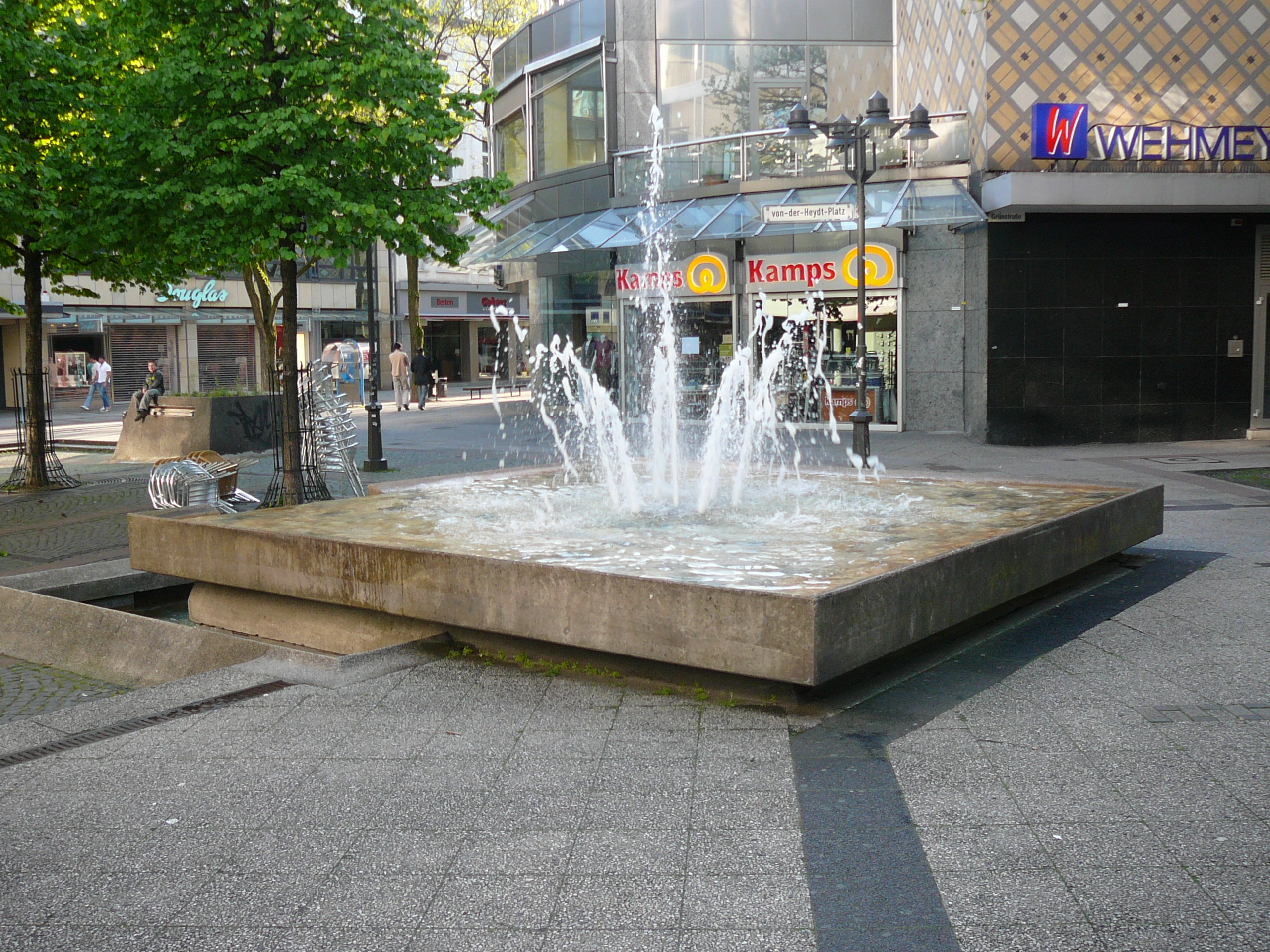
Wasserspiele
auf dem Von-der-Heydt-Platz

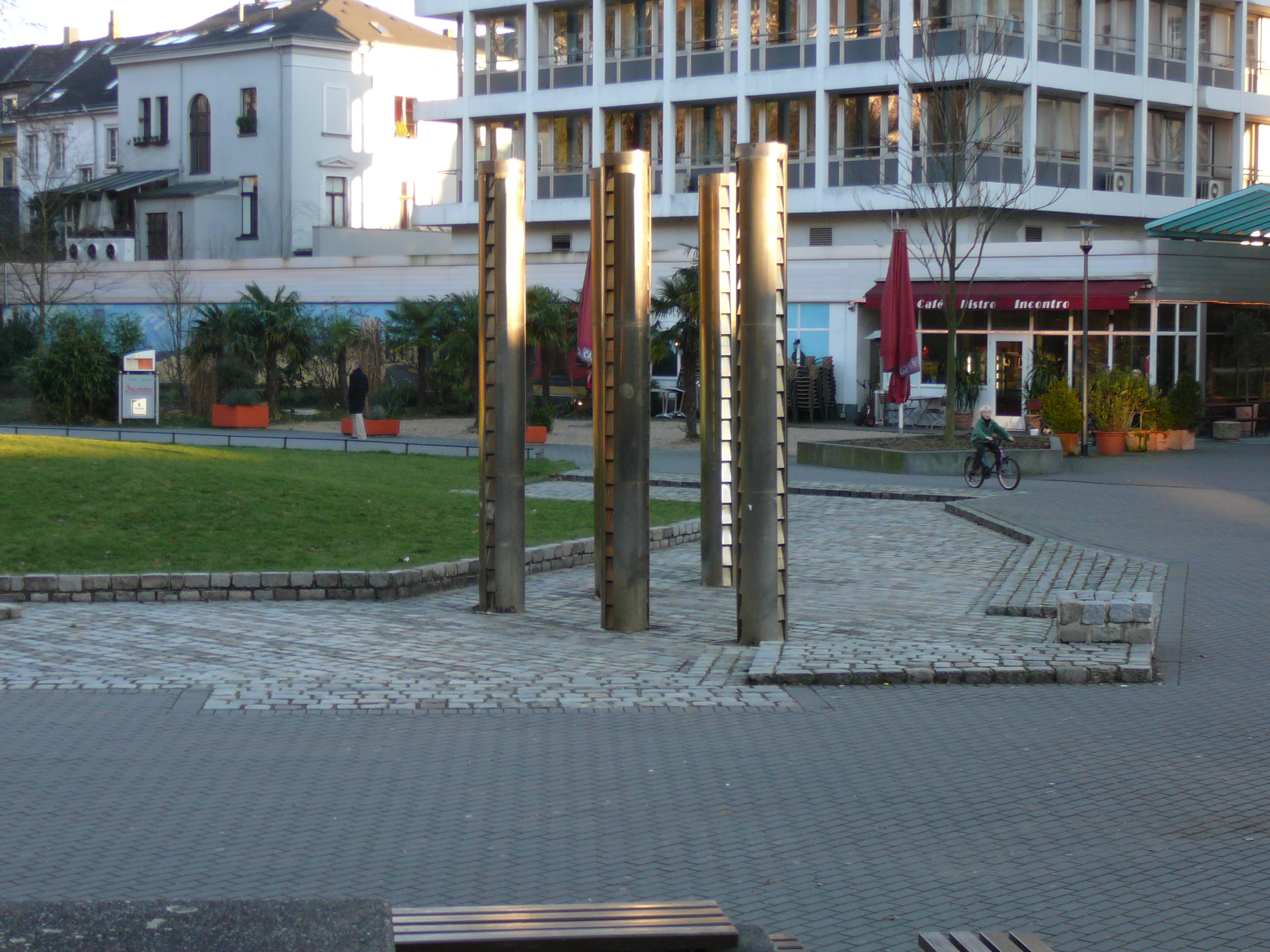
Brunnensäulen im Deweerth’schen Garten

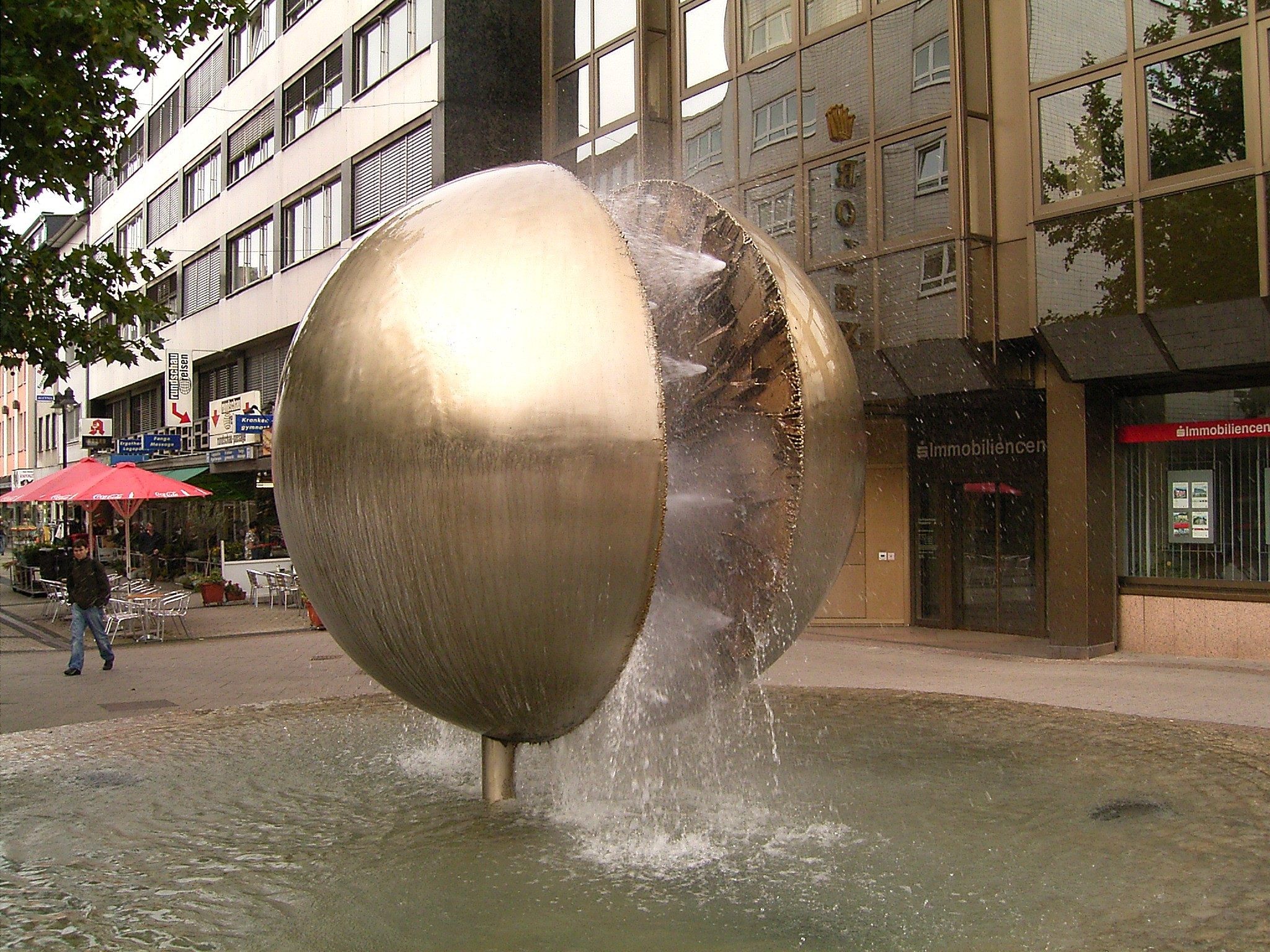
Werther Brunnen

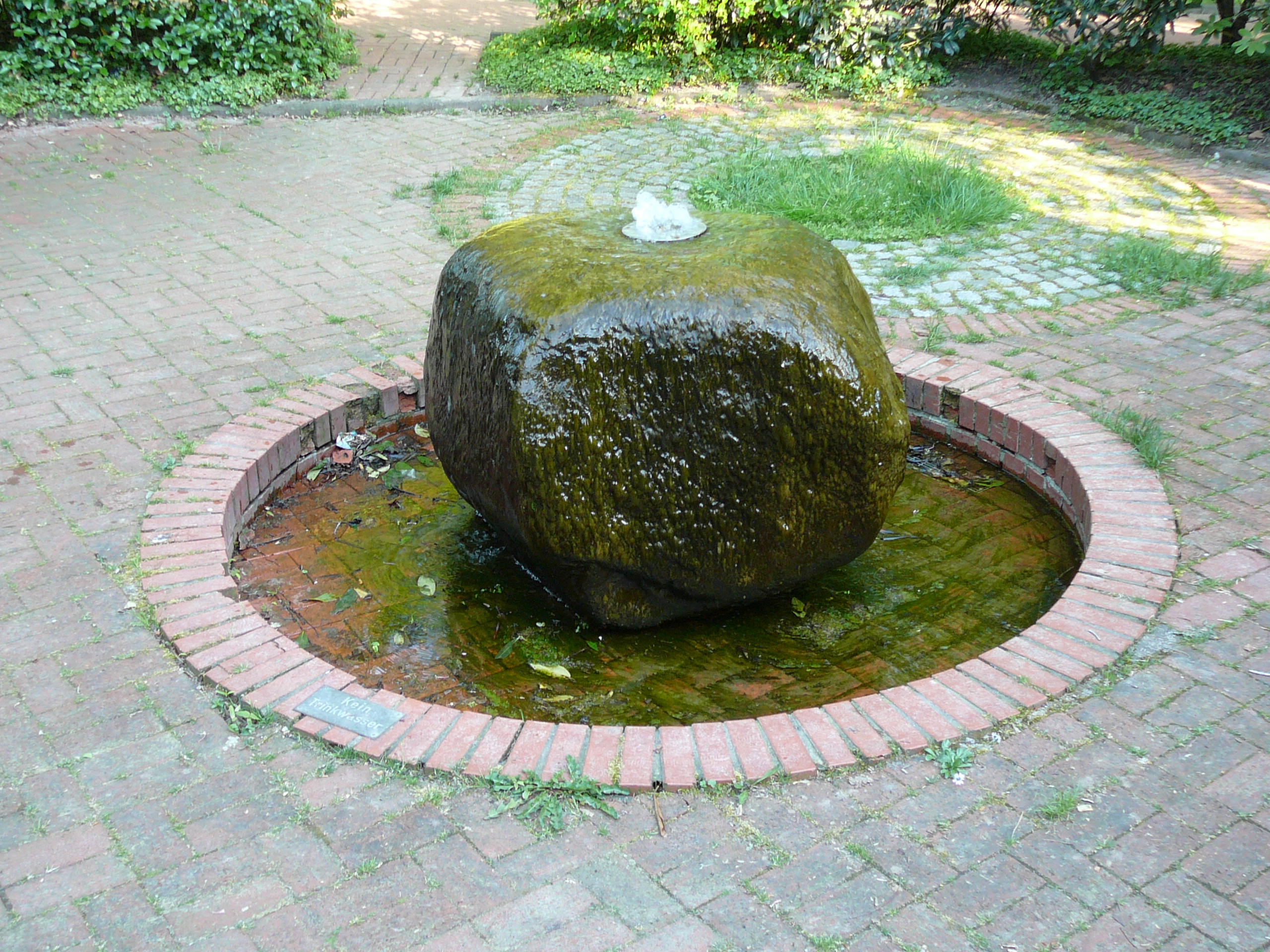
Brunnen des städtischen Altenheims „Am Ehrenmal“

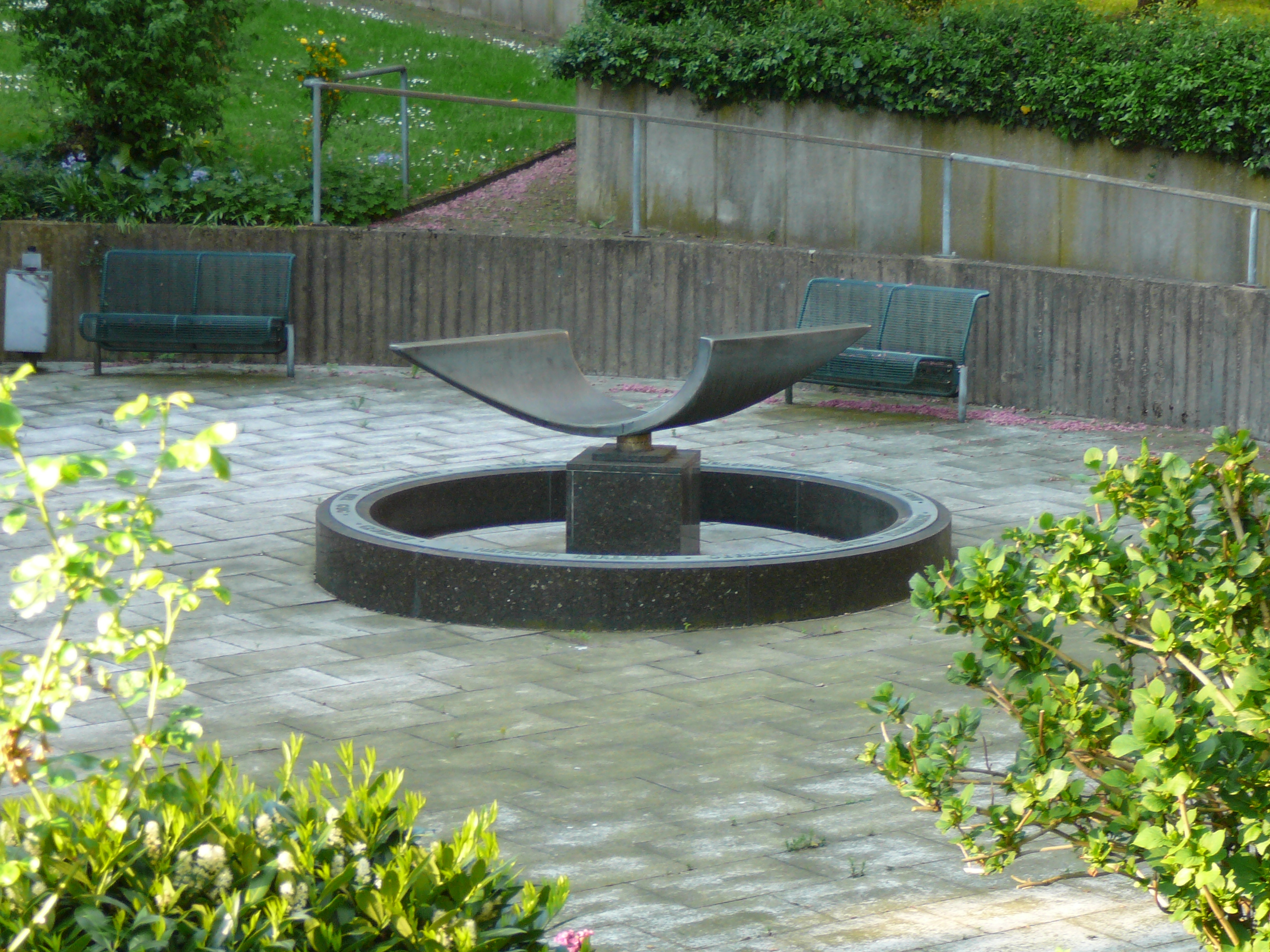
Brunnen zu Ehren von Hermann Herberts und Hans Rauhaus

Trinkbrunnen
… im Eingangsbereich der Schule Reichsgrafenstraße 34/38 in Elberfeld
- Geographische Lage: 51° 14′ 52″ N, 7° 8′ 42″ O
- Errichtet: 1963
- Status: nicht mehr in Betrieb
- Beschreibung: Im Eingangsbereich der damaligen städtischen Volksschule Reichsgrafenstraße wurde beim Neubau auch dieser Trinkbrunnen 1963 installiert. Es ist eine Arbeit der Bildhauerin Anne Henecka, eine 1,40 Meter durchmessene Brunnenschale aus Feinbeton, die mit venezianischem Glasmosaik ausgelegt ist. In der Mitte der Schale befinden sich drei bronzene Seepferdchen, die das Trinkwasser in feinen Strahlen ins Becken sprudeln lassen. Der Brunnen ist aber seit Jahren nicht mehr in Betrieb.

Parabula
… Brunnen und Platzgestaltung auf dem Gelände der Bayer-Forschung, Aprather Weg, Elberfeld
- Geographische Lage: 51° 16′ 23″ N, 7° 6′ 18″ O
- Errichtet: 1965
- Status: erhalten
- Beschreibung: Auf dem Gelände der Bayer-Forschung gestaltete die Bildhauerin Anne Henecka aus Düsseldorf 1964/65 einen Brunnen, den sie Parabula nannte. Die Brunnenmulde ist durch unregelmäßig geformte längliche Vertiefungen geformt und wird durch mehrere wellenförmige Feinbetonelemente überspannt, deren mittlere Teile die drehbare Plastik aus Bronze trägt. Die Bronzeplastik zeigt mehrere Schwingen mit unterschiedlicher Bogenweite. Der Boden des Brunnens wurde mit venezianischem Glasmosaik in den Farben Blau, Grün, Rot, Orange, Gelb und Braun ausgelegt. Ursprünglich war heller portugiesischer Kalkstein in Wellenlinien über den Platz gelegt, die Werksleitung ließ sie aber gegen dunklere Steine austauschen, um dadurch eine bessere Abgrenzung zwischen Brunnen und Verkehrsfläche zu erreichen. Der Brunnen ist nicht öffentlich zugänglich, da er sich auf dem Werksgelände befindet.

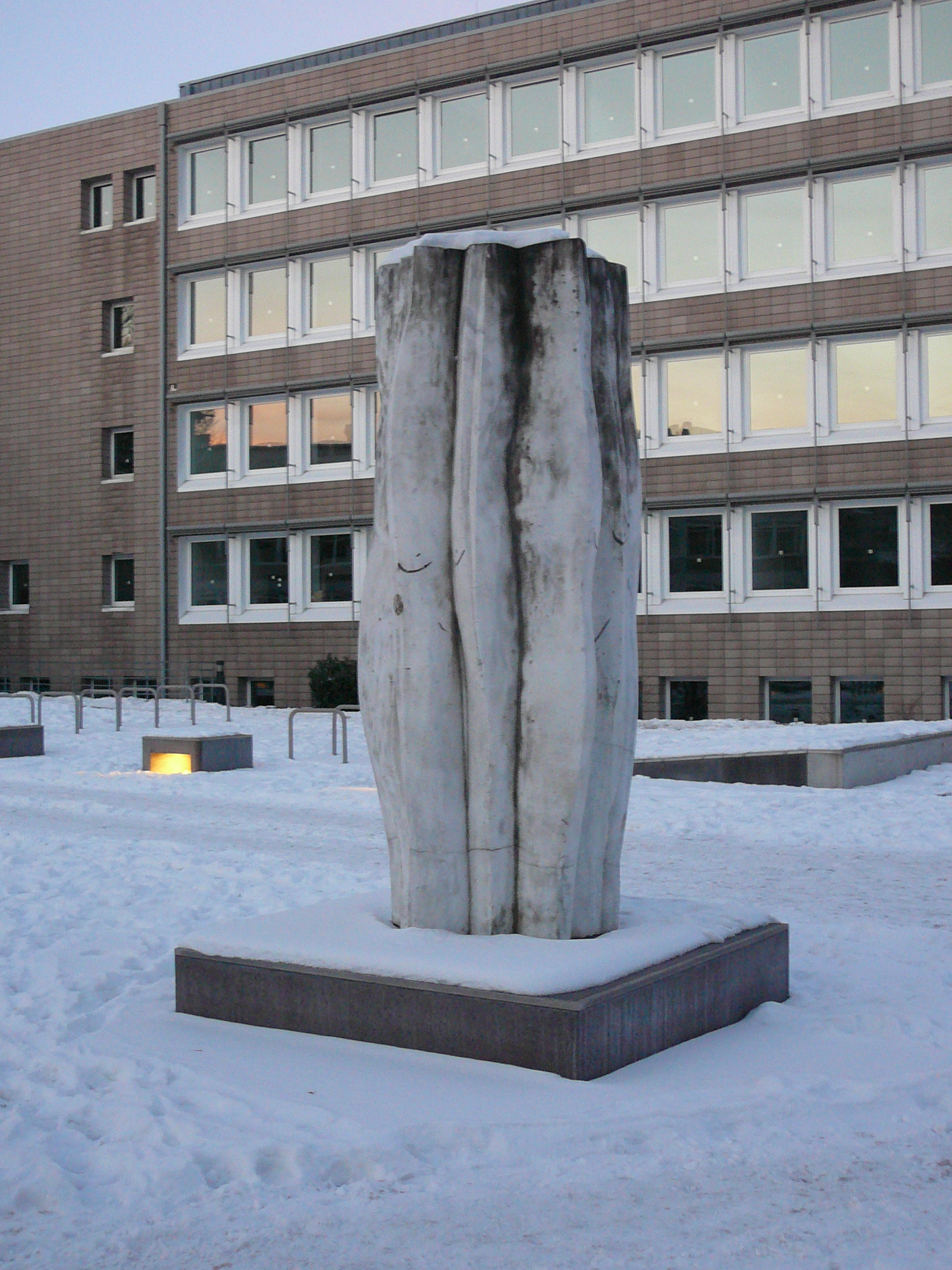
Die Skulptur Delfoss nach dem Umbau des Platzes

Delfoss
… Monolith, Freiplastik im Wasserbecken des Schulzentrums am Haspel in Unterbarmen
- Geographische Lage: 51° 15′ 32″ N, 7° 9′ 57″ O
- Errichtet: 1966
- Status: teilweise erhalten
- Beschreibung: Die 1963 von Karl Hartung aus Berlin geschaffene Marmor-Plastik wurde zunächst im Sommer 1964 auf der Documenta III in Kassel gezeigt. Erst anschließend kam sie nach Wuppertal, wo sie am 3. Juni 1966 am Schulzentrum am Haspel enthüllt wurde. Der Marmor-Block misst drei Meter in der Höhe und hat rund 1,5 Meter Durchmesser und ist rund acht Tonnen schwer. Er wurde nach einem Modell Hartung von der Firma Zeidler & Wimmer aus Kirchheim ausgearbeitet. Der Monolith ruht auf einem Sockel von 1,2 × 1,2 m Größe und berührte gerade eben die Wasseroberfläche des Wasserbeckens. Das Becken bestand aus zwei ineinander sich überschneidenden Rechtecken und hatte zusammen die Fläche von rund 330 Quadratmetern. Der Name Delfoss für den Monolithen ist eine Wortschöpfung des Künstlers.

Im Rahmen des Projektes „Leitlinie Wupper“ wurde Ende 2006 der Platz umgestaltet. Die großflächigen Wasserbecken verschwanden, lediglich die Marmor-Plastik ist noch erhalten.
Keramikbrunnen
… auf dem Schulhof der Grundschule Einern
- Geographische Lage: 51° 17′ 53″ N, 7° 12′ 17″ O
- Errichtet: 1966
- Status: nicht mehr in Betrieb
- Beschreibung: Bei dem Bau 1965 der damaligen Volksschule Einern, heute Grundschule, wurde auch ein Keramikbrunnen auf dem Schulhof errichtet und am 9. September 1966 eingeweiht. Die Keramikerin Ellen Penther schuf dazu eine dreiteilige braunfarbige röhrenförmige Gefäßgruppe in einem flachen Wasserbecken. Damals rann das Wasser aus der größten Röhre ins nächstkleinere und von dort in die kleinste Röhre, um anschließend ins Becken zu laufen. Der Brunnen war aber nur für kurze Zeit in Betrieb, dann blieb er trocken. Seit 1981 ist das ehemalige Wasserbecken bepflanzt.

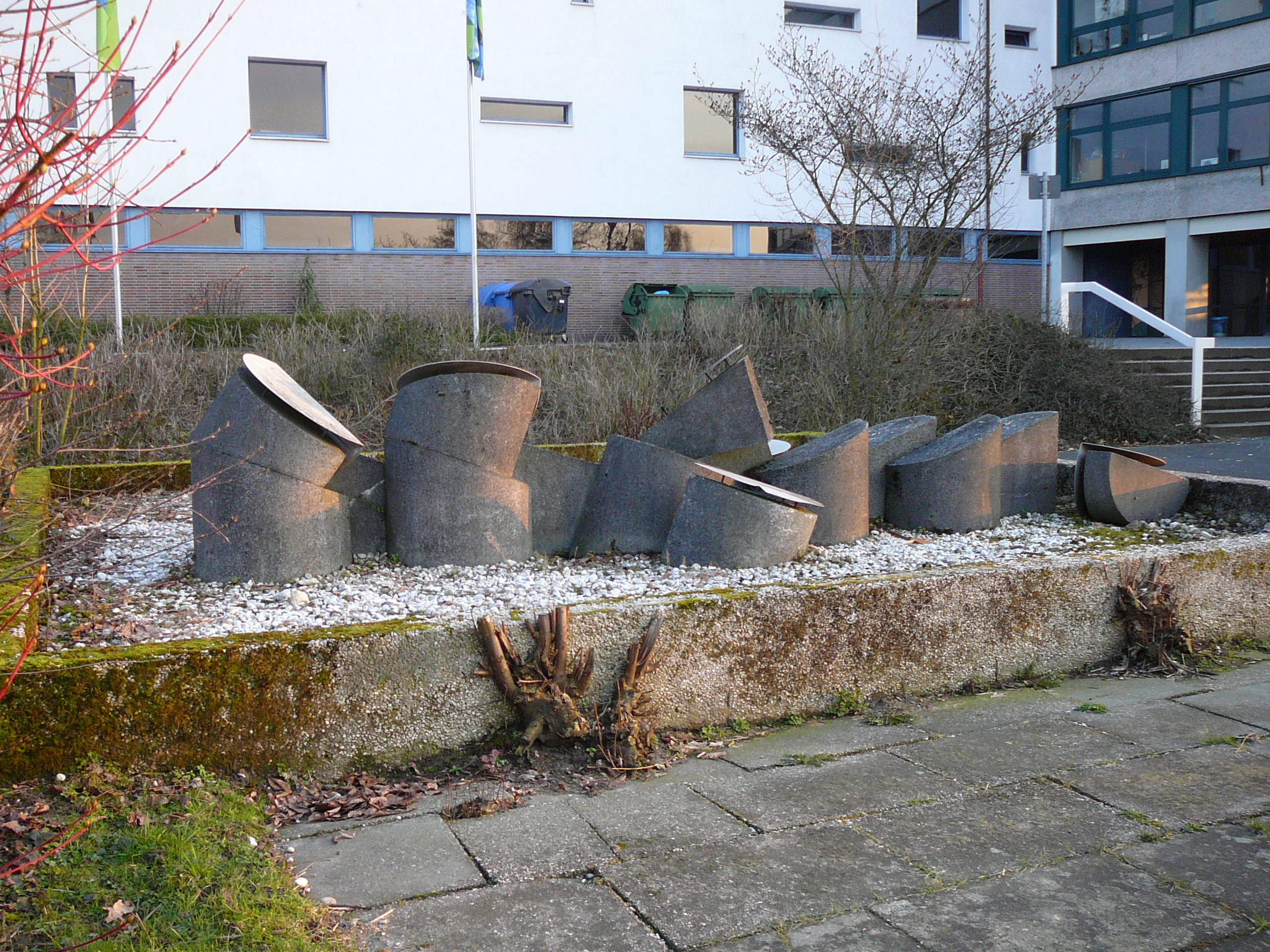
Wasserspiele im Gelände des Schulzentrums am Kothen

Wasserspiele
… im Gelände des Schulzentrums am Kothen, Gewerbliche Schulen III, in Unterbarmen
- Geographische Lage: 51° 15′ 34″ N, 7° 10′ 56″ O
- Errichtet: 1966
- Status: nicht mehr in Betrieb
- Beschreibung: In einem 7 × 7 m großen Wasserbecken hatte im Sommer 1966 Guido Jendritzko die Wasserspiele am Gelände des Schulzentrums am Kothen geschaffen. Er hatte sechs zweiteilige Kunststeinelemente in einer Reihe ausgerichtet, die jeweils unregelmäßig geneigte Oberflächen haben. Diese sind je mit Aluminiumplatten überdacht, auf die in einem Bogen die Wasserstrahlen auftrafen. Das erzeugte Geräusch des Brunnens war aber zu laut und wurde als störend empfunden, so dass er nicht mehr in Betrieb ist.

Döppersberger Brunnen
… Wasserspiele an der Alten Freiheit in Elberfeld
- Geographische Lage: 51° 15′ 23″ N, 7° 8′ 55″ O
- Errichtet: 1968
- Status: seit 1988 nicht mehr erhalten
- Beschreibung: Nach den Plänen des damaligen Wuppertaler Baudezernenten Friedrich Hetzelt wurde an der Alten Freiheit am Döppersberg errichtet und am 13. April 1968 der Döppersberger Brunnen eingeweiht. Die Wasserspiele bestanden aus einem zweistufigen Becken mit einem Überlauf in Richtung Hofaue und einem acht Mal acht Meter großen Becken mit acht Wasserfontänen. Die beiden Becken waren durch einen vier Meter breiten Durchgang unterbrochen. Im großen Becken wurde das Wasser in zwei Stufen mit je 20 Strahldüsenstöcken emporgesprudelt. Die Außenverkleidungen der Becken bestanden aus Tessiner Granit, für die Innenwände verwendete man geschliffenen Granit. Unterwasserscheinwerfer strahlten die Wasserfontänen von unten an. 1985 wurde beschlossen, dass der Brunnen abgerissen werden sollte, was auch 1988 umgesetzt wurde; der Grund lag an der dauernden Verunreinigung des Brunnens mit Flaschen und Getränkedosen.

Wasserspiele
… in Oberbarmen (ursprünglich auch in Barmen)
- Geographische Lage:
- Errichtet: 1970
- Status: nicht mehr erhalten
- Beschreibung: Weitere Wasserspiele ähnlich wie der Döppersberger Brunnen wurden in Oberbarmen und Barmen geplant, von denen aber nur der in Oberbarmen am Berliner Platz 1969 fertiggestellt wurde. Im quadratischen 5 m großen Becken sprudelten sechs in zwei Reihen angeordnete Fontänen.

Fuchsbrunnen
… vor der Wäscherei Voss, Gasstrasse in Ronsdorf
- Geographische Lage: 51° 14′ 47″ N, 7° 8′ 19″ O
- Errichtet: 1970
- Status: erhalten
- Beschreibung: Für die Großwäscherei Voss entwarf 1970 der Keramiker Hellmuth Grüttefien den Fuchsbrunnen. In einem Kiesbett erhebt sich auf einen schlanken Fuß eine flache Betonschale von zwei Meter Durchmesser. Aus der Mitte heraus erhebt sich eine Brunnensäule mit dem Motiv eines Fuchses, nach dem Firmenzeichen des Unternehmens. Die Brunnensäule ist mit einer Zink-Kobaltoxid-Glasur, einer sogenannten Feldspatglasur, versehen, an der zwei kupferne Wasserspeier angebracht sind.

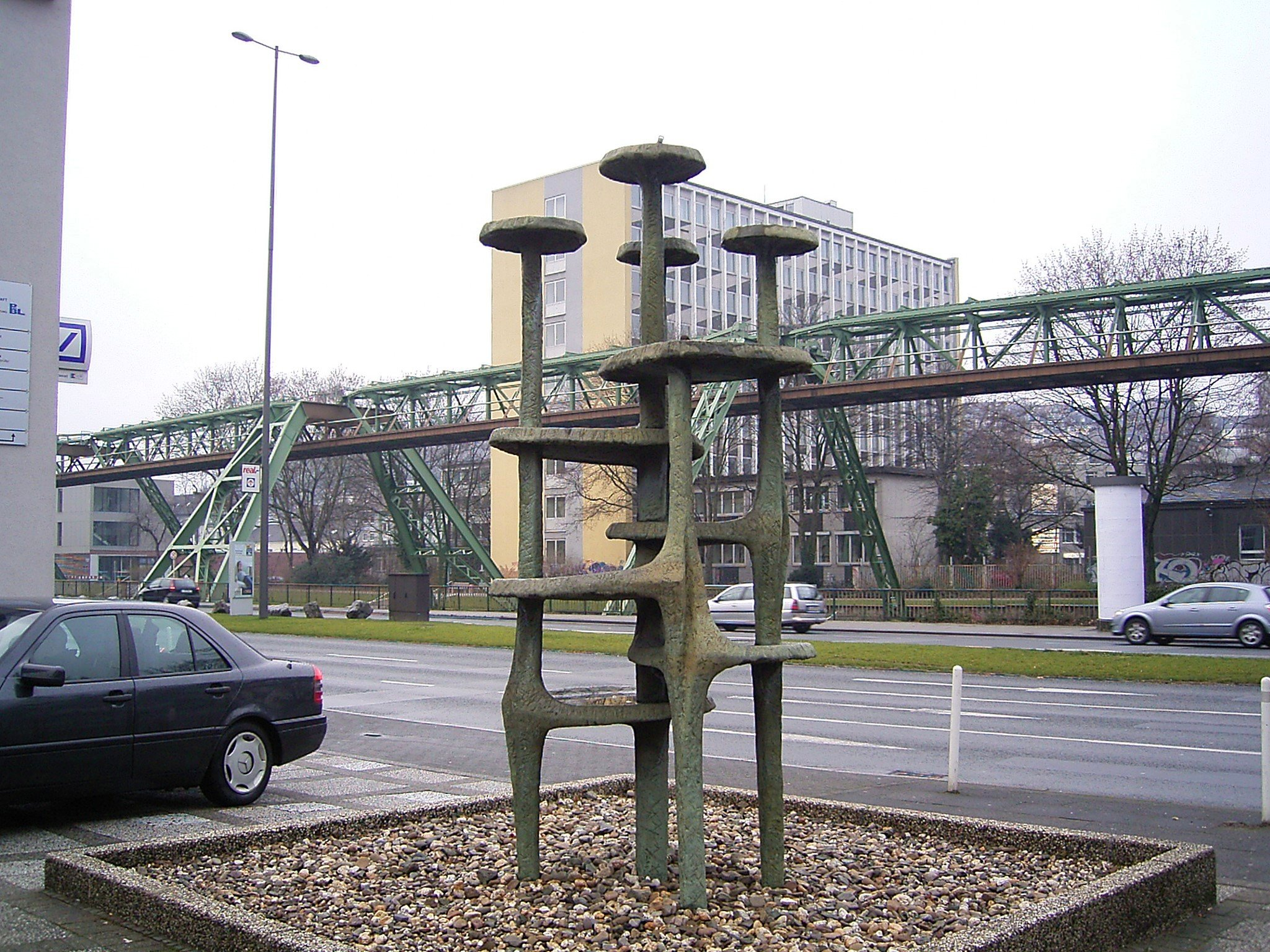
Brunnen der Deutschen Bank
… an der Friedrich-Engels-Allee, Ecke Ibachstraße in Barmen
- Geographische Lage: 51° 16′ 7″ N, 7° 11′ 43″ O
- Errichtet: 1971
- Status: nicht in Betrieb
- Beschreibung: Am 5. August 1971 wurde in Barmen vor dem Eingang der Deutschen Bank an der Ibachstraße die Arbeit des Düsseldorfer Bildhauers Karl-Heinz Klein errichtet. Er war der Gewinner eines Wettbewerbs, den die Bank ausgeschrieben hatte. Der Brunnen ist eine 3,5 m hohe und 1250 kg schwere Skulptur aus Neusilber. Nach einer Beschreibung erinnert der Brunnen an eine tropische Pflanze, von der aus dem oberen Blatt das Wasser in tiefer gelegene Blätter rinnt bis zum mit Kieselsteinen gefüllten Becken.

Wasserspiele
… auf dem Von-der-Heydt-Platz in Elberfeld
- Geographische Lage: 51° 15′ 26″ N, 7° 8′ 42″ O
- Errichtet: 1971
- Status: nicht mehr erhalten
- Beschreibung: Im September 1971 wurden der Elberfelder Von-der-Heydt-Platz und die Herzogstraße umgestaltet. Im Mittelpunkt des Platzes, der nun eine Fußgängerzone ist, wurde dieser Brunnen in einer 15 × 12 m großen muldenartigen Verweilzone errichtet. Der Brunnen besteht aus zwei übereinander versetzten Becken. In der Mitte des oberen 6 × 6 m großen, sehr flachen Beckens befinden sich Düsen, die das Wasser fontänenartig in die Höhe emporsprudeln lassen. Im Winter oder wenn der Brunnen nicht im Betrieb und trocken ist, kann die Fläche als Bühne benutzt werden. Dies wird bei Weihnachtsfesten oder Stadtfesten genutzt. Der Brunnen wurde beider Umgestaltung des Platzes 2020/21 abgerissen.

Brunnensäulen
… im Deweerth’schen Garten, Elberfeld
- Geographische Lage: 51° 15′ 15″ N, 7° 8′ 0″ O
- Errichtet: 1974
- Status: erhalten
- Beschreibung: Die Brunnenanlage im Deweerth’schen Garten wurde am 11. September 1974 eingeweiht. Die Brunnensäulen des Bildhauers Carlernst Kürten aus Unna sind 4,5 m hoch und stehen in einer Mulde, die aus Pflastersteinen gebildet ist, so dass die Anlage begehbar ist. Die Säulen bestehen aus blankem Edelstahl mit lamellenartigen Einschnitten.

Werther Brunnen
… am oberen Werth, Nähe Werther Brücke in Barmen
Hauptartikel: Werther Brunnen
- Geographische Lage: 51° 16′ 21″ N, 7° 12′ 22″ O
- Errichtet: 1978
- Status: erhalten
- Beschreibung: Am Ende der Fußgängerzone Werth, in der Nähe der Werther Brücke befindet sich der Werther Brunnen. Er wurde unter großer Beteiligung der Bevölkerung von Oberbürgermeister Gurland am 30. September 1978 eingeweiht. Die Kommission der Stadt hatte diesen Entwurf des Brunnens aus elf Vorschlägen namhafter Künstler ausgesucht. Der ausgeführte Brunnen des Düsseldorfer Bildhauers Friederich Werthmann steht über einem unterirdischen Tank von fünf Kubikmetern Fassungsvermögen. Der Brunnen besteht aus einer Kugel aus Edelstahl mit knapp drei Metern Durchmesser, die in der Mitte geteilt ist und auf niedrigen Stützen steht. In der Fläche der beiden Halbkugeln sind 26 Düsen angebracht, so dass sich die Halbkugeln, die im Abstand von 62 Zentimetern stehen, gegenseitig ansprühen. Die ganze Konstruktion steht in einer gepflasterten Mulde. Die Kugel des Werther Brunnens dient gleichzeitig als Sonnenmodell im Maßstab 1:552 Millionen für den hier beginnenden Planetenweg Astropfad.

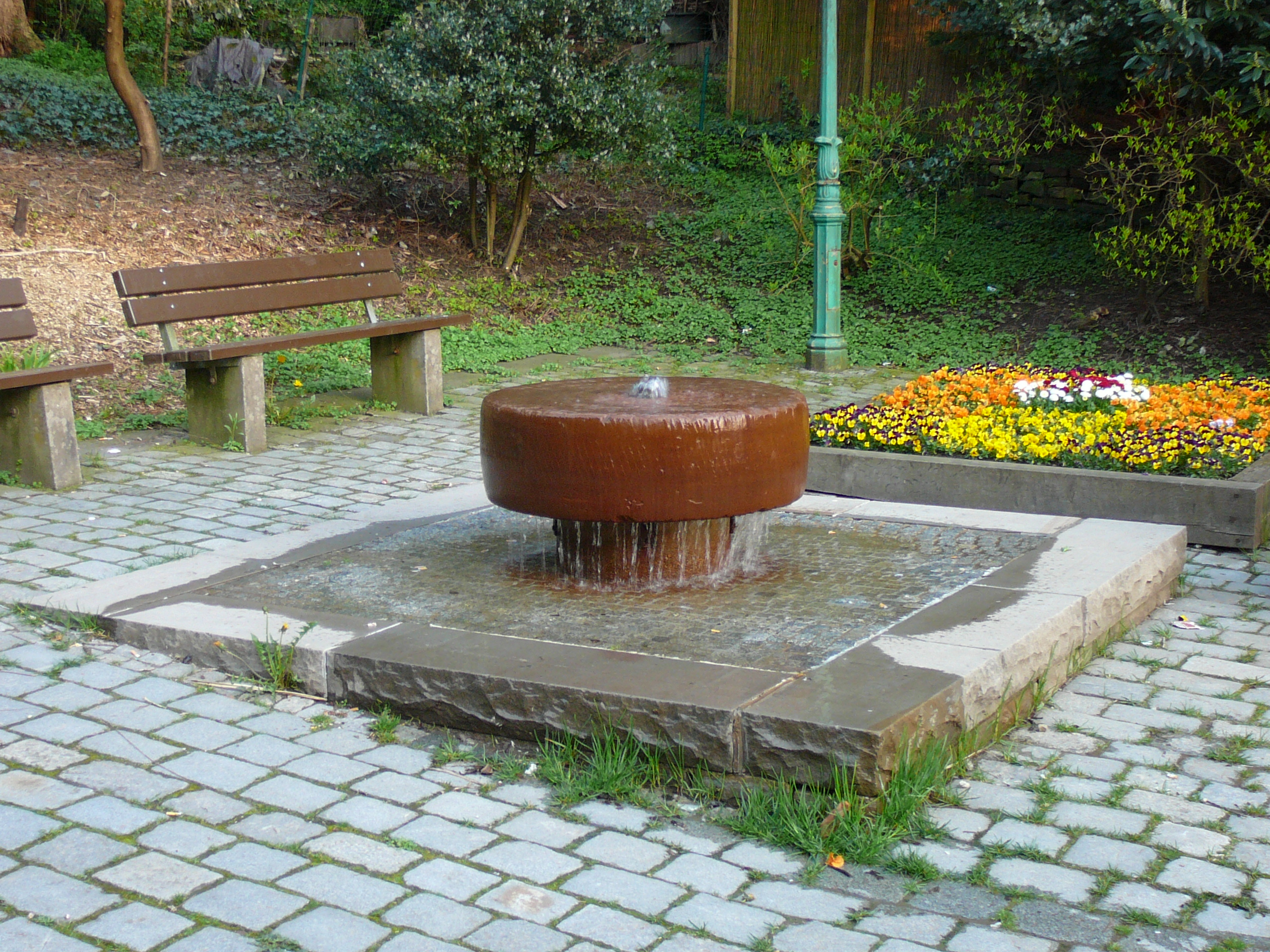
Der neue Brunnen von 1980

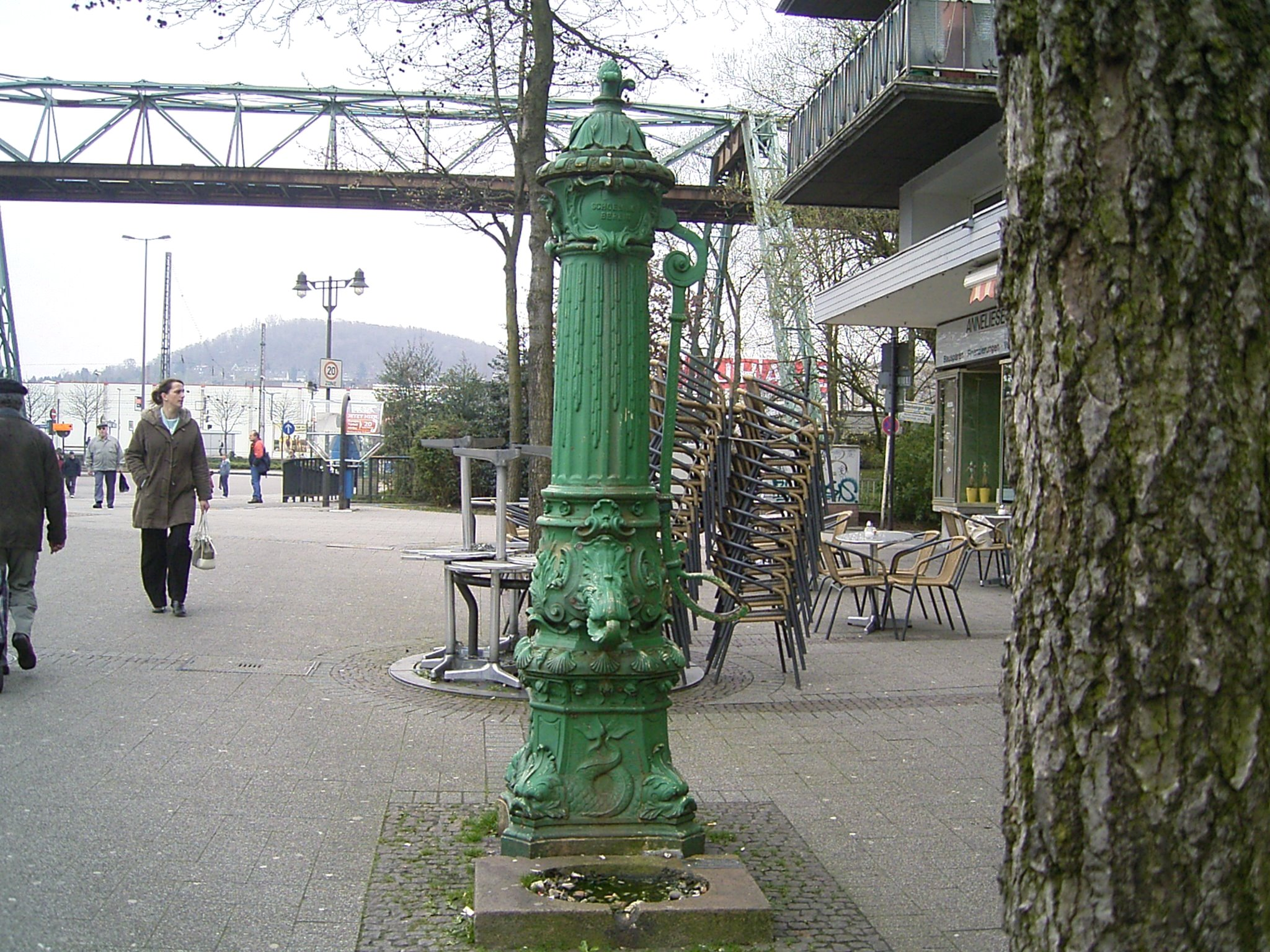
Berliner Pumpe

Neuer Brunnen am Brunnenhäuschen
… in der kleinen Parkanlage „Am Born“ an der Borner Straße in Cronenberg
- Geographische Lage: 51° 12′ 25″ N, 7° 7′ 46″ O
- Errichtet: 1980
- Status: erhalten
- Beschreibung: Als Grünanlage am Brunnenhäuschen im Jahr 1980 ausgebaut wurde, wurde gleichzeitig ein alter Schleifstein, aus dem nun in der Mitte Wasser emporsprudelt, neben den Brunnenhäuschen errichtet und am 15. August 1980 eingeweiht.

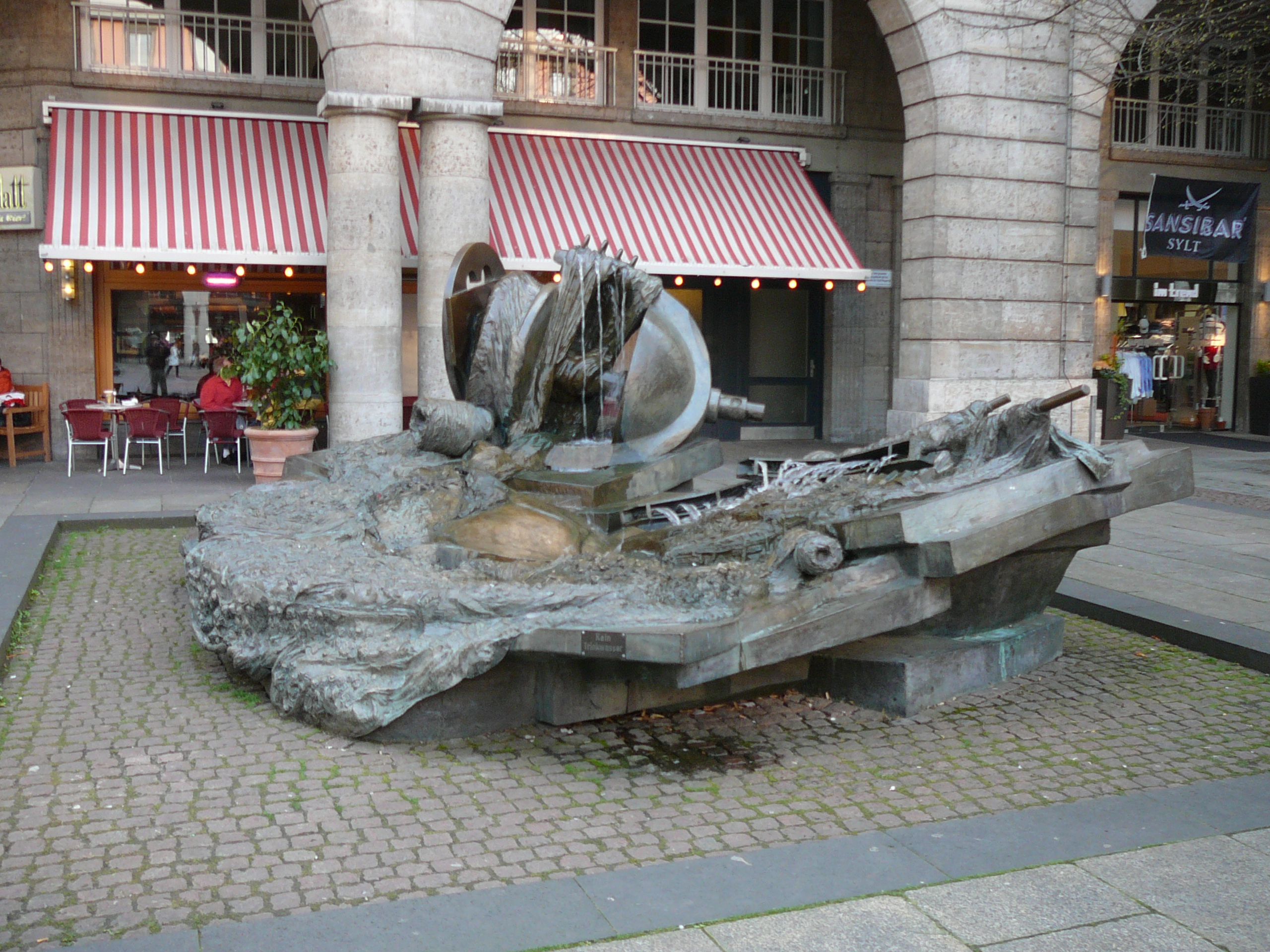
„Das Tal der Wupper“ auf dem Johannes-Rau-Platz

Das Tal der Wupper
… Brunnen auf dem Rathausvorplatz in Barmen
- Geographische Lage: 51° 16′ 17″ N, 7° 12′ 0″ O
- Errichtet: 1981
- Status: erhalten
- Beschreibung: Auf dem Rathausvorplatz in Barmen, der nun Johannes-Rau-Platz heißt, wurde am 21. Juli 1981 der Brunnen mit dem Namen Das Tal der Wupper eingeweiht. Er war ein Geschenk des Unternehmens Vorwerk & Co. anlässlich der 50-Jahr-Feier Wuppertals (im Jahr 1979). Der Düsseldorfer Bildhauer Bert Gerresheim gewann den Wettbewerb, der von Vorwerk in Zusammenarbeit mit der Stadt durchgeführt wurde. Der Brunnen zeigt verschiedene Stationen aus der Geschichte der Stadt. Das Wasser rinnt in dem Brunnen, das wie eine Landschaft ausgebreitet ist. Das aus 26 Reliefs zusammengesetzte Bild enthält über 700 Einzeldarstellungen von Personen und Ereignissen.

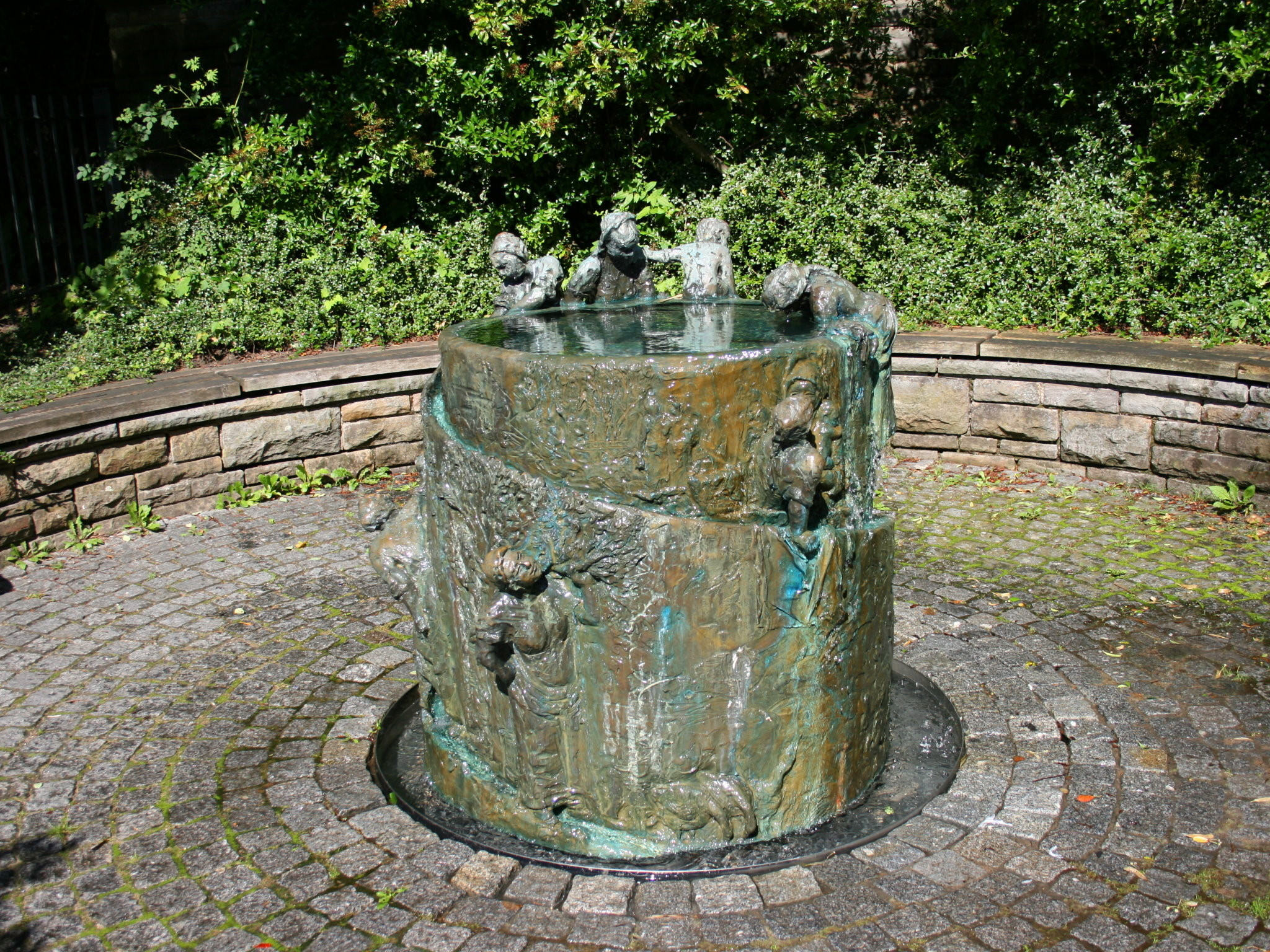
Brunnen am Langerfelder Markt

Brunnen
… am Langerfelder Markt, westlich der Alten Kirche
- Geographische Lage: 51° 16′ 28″ N, 7° 14′ 39″ O
- Errichtet: 1981
- Status: erhalten
- Beschreibung: Die Wuppertaler Künstlerin Ulle Hees erhielt 1979 von der Kunstkommission den Auftrag, für den östlichen Bereich des Langerfelder Marktes nach dessen Umgestaltungen einen Brunnen zu schaffen. Der Bronzebrunnen enthält eine Begebenheit aus Langerfeld um 1730, in der es um Nutzungsrechte einer Quelle geht.

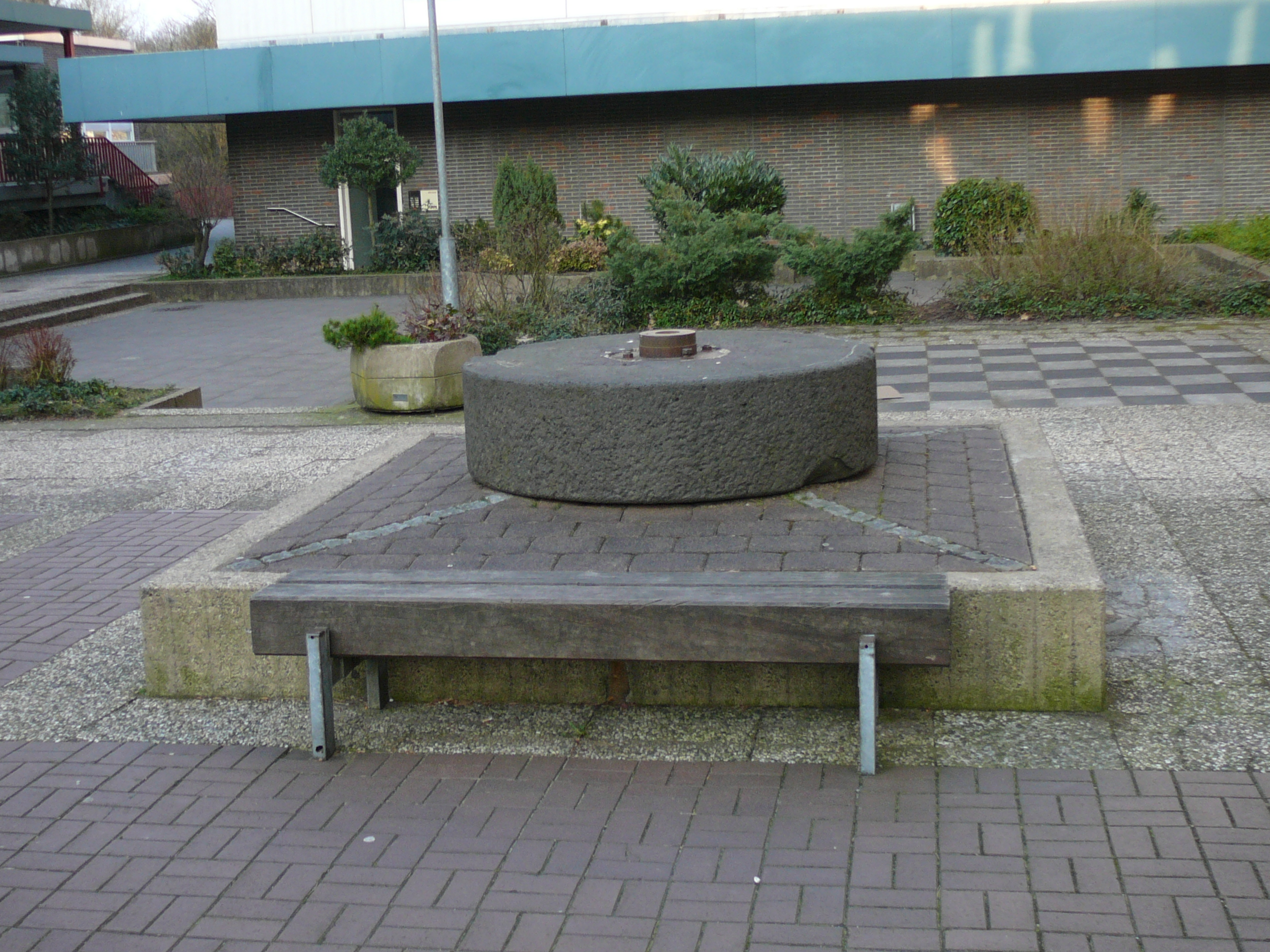
Ehemaliger Springbrunnen im Einkaufszentrum Uellendahl

Springbrunnen
… im Einkaufszentrum Uellendahl, Röttgen, Elberfeld
- Geographische Lage: 51° 17′ 0″ N, 7° 9′ 23″ O
- Errichtet: 1982
- Status: nicht mehr im Betrieb
- Beschreibung: In dem Wohnkomplex Röttgen, im Ortsteil Uellendahl, wurde im zentralen Einkaufszentrum Anfang Februar 1982 ein Brunnen fertig gestellt. In einem quadratischen Becken von 2,3 m Kantenlänge ist ein alter Mühlstein installiert, aus dem das Wasser aus dem Bohrloch sprudelte. Der Brunnen war aber nur kurze Zeit in Betrieb und das Becken wurde bepflanzt.

Brunnen
… auf dem Gelände des städtischen Altenheims „Am Ehrenmal“ in Cronenberg, Hütter Straße
- Geographische Lage: 51° 12′ 28″ N, 7° 7′ 53″ O
- Errichtet: 1982
- Status: erhalten
- Beschreibung: Am 15. Juni 1982 wurde das städtische Altenheim „Am Ehrenmal“ eingeweiht. Zum Außenbereich gehört auch ein Brunnen, der aus einem unregelmäßig geformten Findling besteht. In diesem ist ein zentrales Bohrloch vorhanden, aus dem das Wasser sprudelt. Der Stein liegt in einer flachen mit roten Klinkern gepflasterten Mulde.

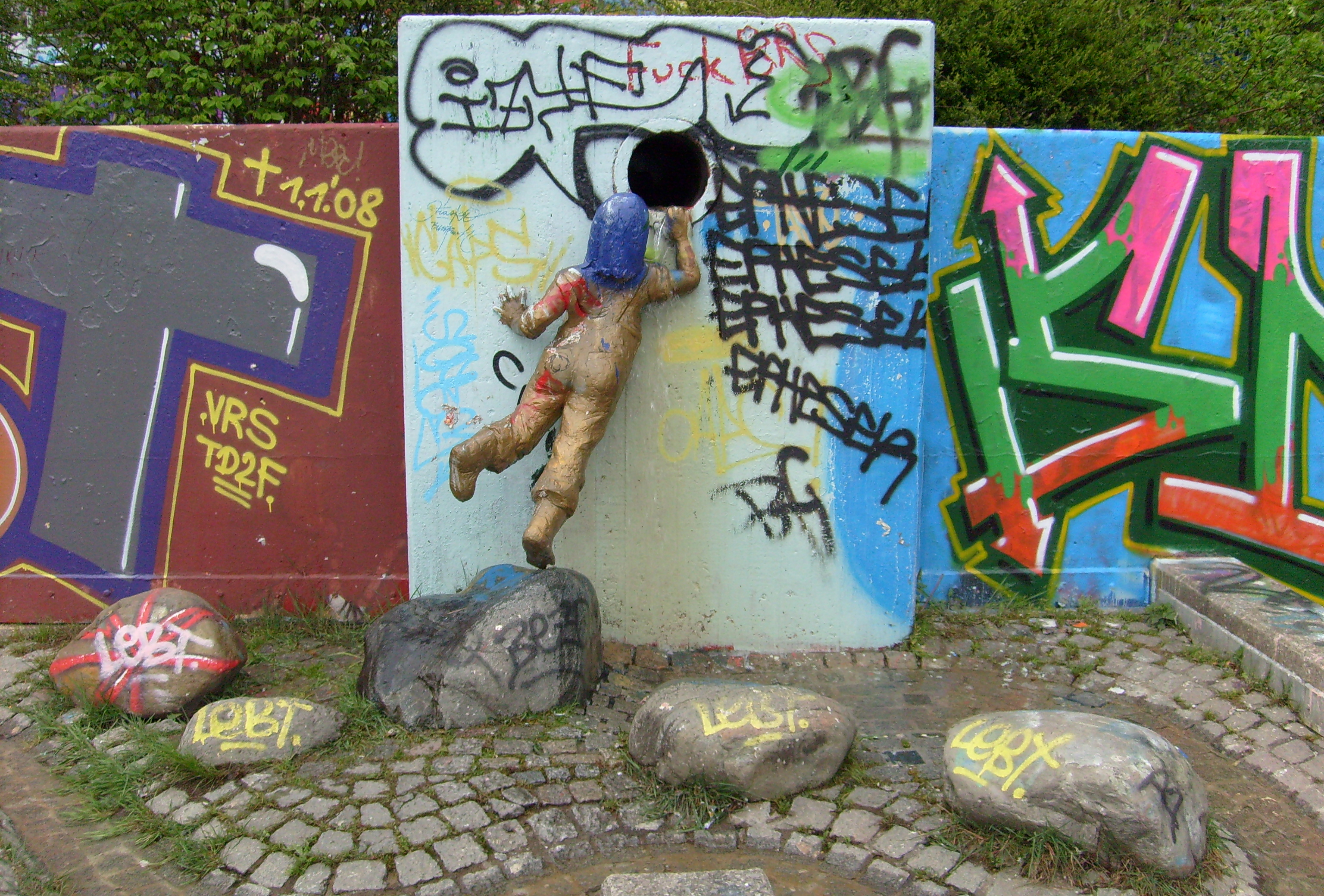
Spielbrunnen von Ulle Hees

Spielbrunnen
… auf dem Terrassengelände über der Tiefgarage an der Kasinostraße in Elberfeld
- Geographische Lage: 51° 15′ 29″ N, 7° 8′ 26″ O
- Errichtet: 1983
- Status: erhalten
- Beschreibung: Der Brunnen gehört mit zu einem Spielplatz, der auf einer Tiefgarage angelegt wurde, und wurde von Oberbürgermeister Gurland am 7. Mai 1983 der Öffentlichkeit übergeben. Der Spielplatz befindet sich auf einer Terrassenlandschaft über mehreren Ebenen. An einer Stirnwand rinnt das Wasser aus einem Rohr und schlängelt sich an einigen Findlingen vorbei. Vor der Rohröffnung ist die Bronzeplastik, die von der Bildhauerin Ulle Hees geschaffen wurde, in Form eines 110 cm hohen Kindes, das neugierig in das Rohr schaut. Gestiftet wurde der Brunnen vom Geschäftsführer der Firma Max Austermann GmbH & Co.

Brunnen zu Ehren von Hermann Herberts und Hans Rauhaus
… im Gartenhof der Senioren-Wohnanlage Hütter Straße 28-30 in Cronenberg
- Geographische Lage: 51° 12′ 29″ N, 7° 7′ 49″ O
- Errichtet: 1983
- Status: erhalten
- Beschreibung: Die Brunnenanlage wurde am 15. Juni 1983 in dem Gartenhof der Senioren-Wohnanlage offiziell übergeben. Die Gemeinnützige Wohnungsbaugesellschaft Wuppertal (GWG) ehrt damit Hermann Herberts und Hans Rauhaus, die langjährig Aufsichtsräte der Gesellschaft waren. Der Brunnen wurde vom Wuppertaler Künstler Wilfried Reckewitz geschaffen und ist eine 2,6 m breite Kupferschwinge. Diese steht auf einen schwarzen Marmorsockel, der in einem drei Meter messenden runden Becken steht, das ebenfalls aus schwarzem polierten Marmor besteht. Das Wasser rinnt aus Düsen unterhalb der Schwinge in das Becken.

Brunnen
… im Wohnbereich hinter der neuen Stadtsparkasse Wichlinghausen, Alte Straße
- Geographische Lage: 51° 16′ 58″ N, 7° 12′ 58″ O
- Errichtet: 1984
- Status: nicht mehr erhalten
- Beschreibung: Am 7. Mai 1984 wurde der Neubau der Stadtsparkasse Wuppertal am Wichlinghauser Markt seiner Bestimmung übergeben. Im Bereich Alte Straße schließt sich ein Innenhof an, wo auch dieser Brunnen liegt. Der Brunnen besteht aus einem dreistufigen Schalenbau, der aus geschliffener Basaltlava gefertigt wurde. Er wurde von dem Hausarchitekten der Sparkasse Karl-Friedrich Alles entworfen und von der Firma Otto Ernst Schultz KG ausgeführt.

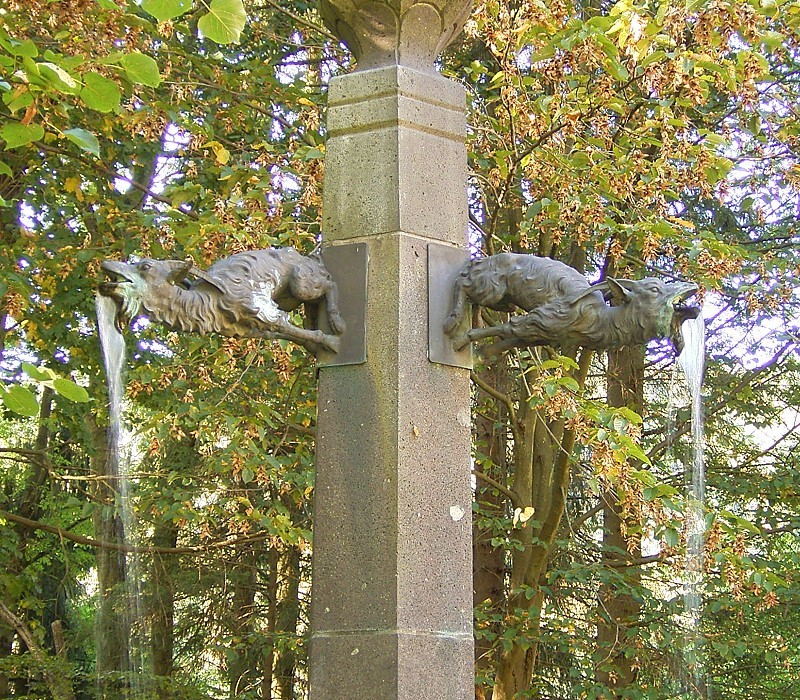
Brunnen auf dem Beyenburger Klosterplatz

Brunnen
… auf dem Beyenburger Klosterplatz
- Geographische Lage: 51° 15′ 1″ N, 7° 18′ 3″ O
- Errichtet: 1984
- Status: erhalten
- Beschreibung: Am Ende der Renovierungsarbeiten des Klosters Steinhaus im Jahr 1984 wurde dieser Brunnen auf dem Beyenburger Klosterplatz am 3. November 1984 eingeweiht. Die Sechskantsäule aus Stein steht in einer gepflasterten Mulde und ist gekrönt mit einer Nachbildung eines Kieferzapfens. Unterhalb der Spitze der fast vier Meter hohen sind drei bronzene Wasserspeier angebracht, die Köpfe von Steinböcken darstellen. Sie sind Nachbildungen von zinkenen Köpfen, die man während der Restaurierungs- und Renovierungsarbeiten gefunden hatte. Die Wasserspeier speien das Wasser auf drei Lampen, die im Boden eingelassen sind und abends den Brunnen beleuchten.

Berliner Pumpe
… auf dem Berliner Platz in Oberbarmen
- Geographische Lage: 51° 16′ 30″ N, 7° 13′ 17″ O
- Errichtet: 1987
- Status: erhalten
- Beschreibung: Eine Berliner Pumpe wurde am 21. Juni 1987 vom Wuppertaler Bürgermeister Kurt Drees und dem Berliner Bezirksbürgermeister von Schöneberg Rüdiger Jakesch eingeweiht. Die 2,40 m hohe Pumpe am Berliner Platz in Oberbarmen wurde von den Sparkassen Wuppertals und Berlin gestiftet und ist ein Nachguss einer Lauchhammer Pumpe, die ab 1894 an vielen Stellen in Berlin aufgestellt wurden. Die Pumpe förderte genießbares Wasser aus einer Tiefe von 30 Metern an die Oberfläche, ist aber heute nicht mehr funktionsfähig.

Schöpfen und Schützen
… Brunnen am Wichlinghauser Markt
- Geographische Lage: 51° 16′ 59″ N, 7° 12′ 53″ O
- Errichtet: 1987
- Status: erhalten

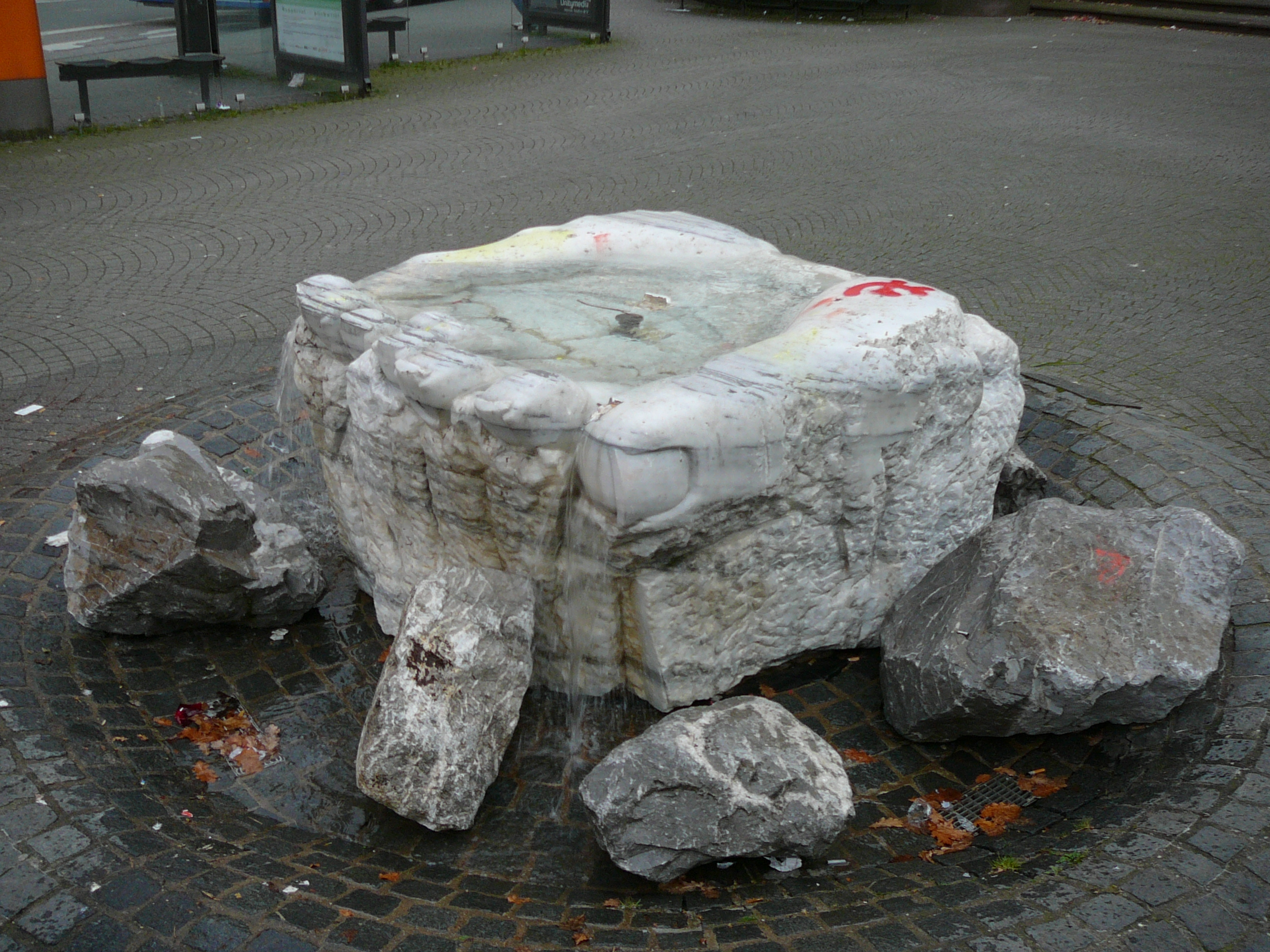
Brunnen „Schöpfen und Schützen“

- Beschreibung: Nach der Umgestaltung des Wichlinghauser Marktes wurde er am 4. September 1987 eingeweiht. Den Mittelpunkt bildet dieser Brunnen aus weißem griechischem Marmor des Wuppertalers Bildhauers Hans-Jürgen Hiby. Er trägt den Namen Schöpfen und Schützen und stellt zwei Hände dar, die mit den Handflächen die Brunnenschale formen. Das Wasser sprudelt aus der Mitte heraus und ergießt sich über die Ränder des viereinhalb Tonnen schweren Werks. Gestiftet wurde es vom Möbelkaufmann Bernd Hellwig mit Beteiligung der Stadt und des Landes.

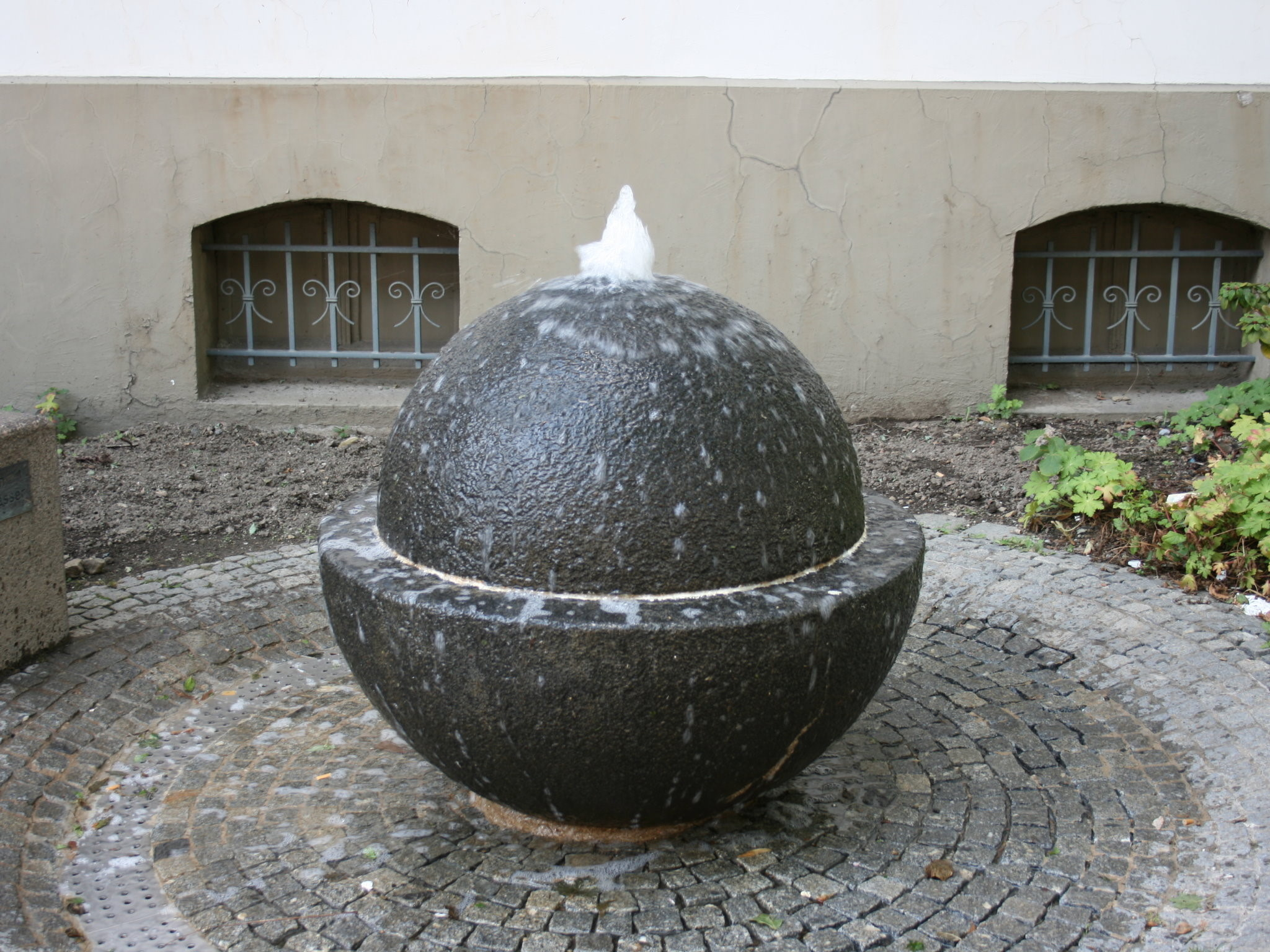
Kugelbrunnen vor dem Amtshaus Langerfeld

Kugelbrunnen
… vor dem Amtshaus Langerfeld, Schwelmer Straße 13/15
- Geographische Lage: 51° 16′ 30″ N, 7° 14′ 42″ O
- Errichtet: 1989
- Status: erhalten
- Beschreibung: Der Kugelbrunnen vor dem Langerfelder Verwaltungsgebäude in der Schwelmer Straße wurde im Mai 1989 in Betrieb genommen. Er besteht aus zwei handgestockten Lavabeton-Halbkugeln. Die untere hat einen Durchmesser von einem Meter, die obere misst einige Zentimeter weniger. Aus einem zentralen Bohrloch sprudelt das Wasser an der Oberfläche der beiden Kugelhälften entlang. Der Boden unterhalb des Brunnens, der aus einer Serienproduktion des Betonsteinwerks Metten entstammt, ist gepflastert und nimmt das Wasser in einer Rinne auf. Niedrige Sitzmauern umfassen das Brunnengelände.

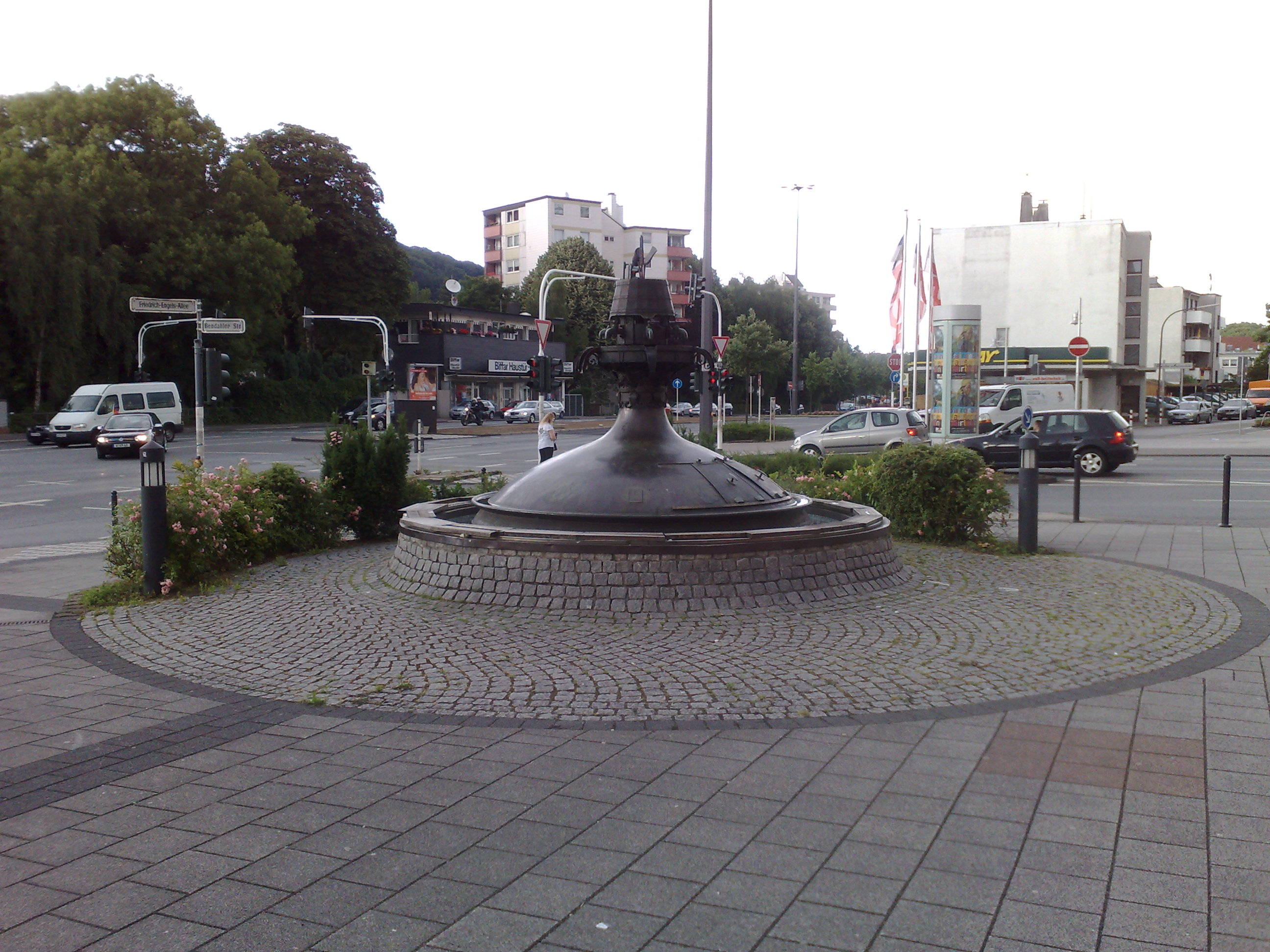
Der Wickülerbrunnen

Wickülerbrunnen
… auf dem Brauereigelände an der Ecke Bendahler/Elberder Straße in Unterbarmen
- Geographische Lage: 51° 15′ 24″ N, 7° 9′ 49″ O
- Errichtet: 1989
- Status: erhalten
- Beschreibung: Der Wickülerbrunnen wurde am 21. Mai 1989 vom Geschäftsführer Alfons Bruglemans der Wicküler-Brauerei eingeweiht. Er besteht aus kupfernen Sud- und Maischepfanne, die mit den Insignien der Braukunst, Bottich, Darre und Schöpfkelle gekrönt ist. Das Wasser rinnt aus diversen Hähnen auf der Sudpfanne hinab. Nach der Schließung des Brauereibetriebs und Umgestaltung zur Wicküler City wurde der Brunnen auf dem Vorplatz eines Elektrofachmarktes auf der gegenüberliegende Straßenseite versetzt.

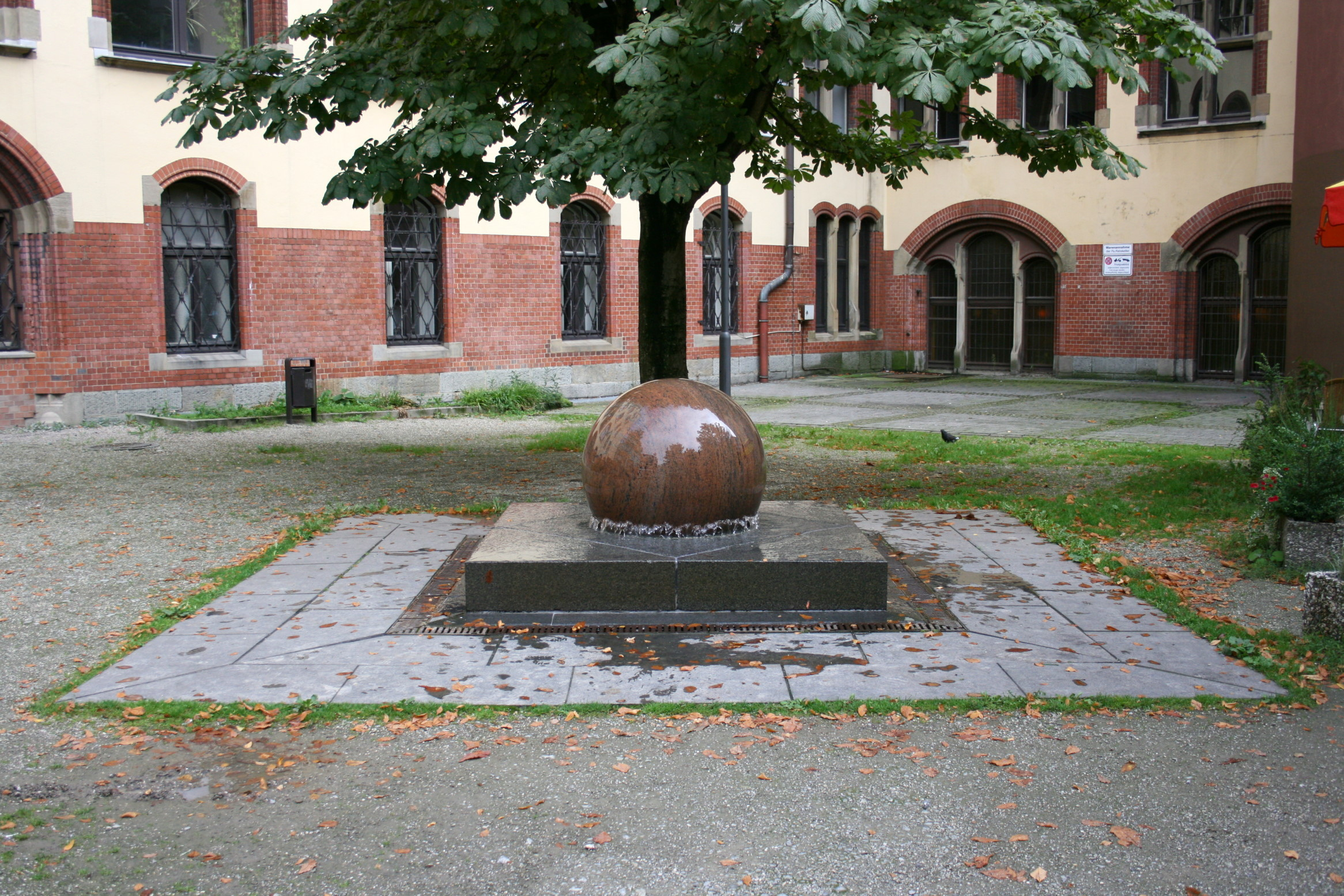
Der ehemalige Neue Döppersberger Brunnen am neuen Standort

Neuer Döppersberger Brunnen – Stufenpyramide
… an der Alten Freiheit in Elberfeld
- Geographische Lage: Ursprünglicher Standort: 51° 15′ 23″ N, 7° 8′ 55″ O, jetziger Standort: 51° 15′ 33″ N, 7° 8′ 45″ O
- Errichtet: 1989
- Status: an anderem Standort erhalten
- Beschreibung: Nachdem im Sommer 1988 der alte Döppersberger Brunnen abgerissen wurde, wurde diese Brunnenanlage an der Alten Freiheit errichtet. Der Brunnen geht auf eine Idee der Architekten Hans Christoph Goedeking und Jürgen Schmidt zurück und wurde als Stufenpyramide aus schwarzem Granit konzipiert. Die Spitze der Pyramide wird durch eine 100 Zentimeter große rot-braune Granit-Kugel gebildet. Diese vom Granitwerk Josef Kusser in Aicha vorm Wald tanzt durch einen Wasserüberdruck von 0,68 bar in einer ebenfalls exakt geschliffenen Mulde. Dadurch, dass das Wasser an allen Seiten der Pyramide herunterrinnt und die Stufen nicht trocken lässt, wurde verhindert, dass sich Nichtsesshafte hier dauerhaft niederlassen. Dies war auch der Grund des Abrisses des alten Brunnens. Aber auch dieser Brunnen wurde 2000 mit dem Bau der City-Arkaden von diesem Standort entfernt und verändert zum Willy-Brandt-Platz versetzt.[1]